# H. G. Wells
H. G. Wells, pseudonimo di Herbert George Wells (Bromley, 21 settembre 1866 – Londra, 13 agosto 1946), è stato uno scrittore britannico tra i più popolari della sua epoca. Autore di alcune delle opere fondamentali della fantascienza, è ricordato come uno degli iniziatori di tale genere narrativo, grazie alle sue opere, Wells è stato definito come un "padre della fantascienza", insieme a Jules Verne e Hugo Gernsback.
È stato uno scrittore prolifico in molti generi, tra i quali narrativa contemporanea, storia e critica sociale: mostrandosi in particolare in quest'ultimo genere decisamente lungimirante, quasi profetico. Dedicò i suoi talenti letterari allo sviluppo di una visione progressiva su scala globale. Come futurista scrisse una serie di lavori utopici prevedendo con buon anticipo innovazioni tecnologiche come l'avvento di aerei, carri armati, viaggi spaziali, armi nucleari, televisione satellitare e qualcosa che assomigliava al World Wide Web.
Nell'ambito del giornalismo Wells ha scritto quello che in seguito ha descritto come "vari" schizzi, dialoghi e saggi (anche drammaturgia e recensioni critiche di libri), sia prima che durante il periodo in cui stava lavorando alla sua miglior fantascienza. La quantità di questi scritti giornalistici è considerevole: oltre duecento articoli pubblicati tra il 1887 e il 1898, ai quali si aggiungono articoli non firmati o pubblicati con pseudonimi. Di questo primo giornalismo, Wells ha ristampato solo una piccola frazione. A suo stesso giudizio, gran parte di quel giornalismo poteva essere considerato abbastanza buono per essere stampato ma non abbastanza da concedere la ristampa. Fu anche un brillante comunicatore della scienza, attirando molte amicizie con diversi scienziati, non ultimo, Richard Gregory, l'astronomo, conosciuto durante il periodo universitario di Wells, e secondo editore di Nature. Wells pubblicherà 25 articoli sulla rivista per oltre 50 anni, ispirando e provocando decine di pensatori contemporanei a contribuire con una ondata di corrispondenza, recensioni di libri, avvisi e altri commenti sulla sua produzione.
Wells fu un franco sostenitore del socialismo e del pacifismo, come dimostrano le sue ultime opere, divenute gradatamente più politiche e didattiche. I romanzi nel mezzo della sua carriera (1900-1920) furono più realistici, contemplando la vita della classe medio-bassa, la "Nuova donna" e le suffragette. Fu un forte assertore dell'idea di "Stato mondiale", alla cui promozione dedicò l'ultima parte della propria vita.
Nel corso della sua lunga carriera Wells usò vari pseudonimi, tra cui quello di Reginald Bliss.

## Biografia

### Joseph Wells e Sarah Neal
Herbert George Wells nacque al 162 di High Street a Bromley, nel Kent, il 21 settembre 1866. Chiamato "Bertie" in famiglia, era l'ultimo dei quattro figli di Joseph (Joe) Wells (14 luglio 1828–14 ottobre 1910), giardiniere e in seguito negoziante e giocatore di cricket, e Sarah Neal (10 ottobre 1822–1905), domestica.
I due si conobbero nel 1851 mentre Joseph prestava servizio come giardiniere presso Uppark, l'importante dimora del XVII secolo appartenuta al barone sir Matthew Fetherstonhaugh, situata nei pressi di South Harting dove Sarah, figlia di George Neal (1797-1853), un locandiere di Midhurst nel West Sussex, e di Sarah Benham, prestava servizio come domestica, lavoro ottenuto dopo avere svolto dal 1836 al 1840 l'apprendistato obbligatorio come sarta e parrucchiera. Si sposarono a Londra, il 22 ottobre 1853, anno della morte del padre di Sarah. due anni dopo il matrimonio Sarah darà alla luce Frances Sarah Wells, alias Fanny (1855 - 1864) prima di quattro figli.
I lavori svolti da Joseph e Sarah presso la dimora di Uppark daranno la possibilità a Wells di soggiornarvi diversi anni dopo, grazie ai buoni rapporti mantenuti da entrambi nei confronti dei proprietari, l'esperienza vissuta sarà fonte di ispirazione per il romanzo Tono-Bungay.
La famiglia rientrava nel ceto della bassa borghesia e, dal momento che non c'erano ripari o aiuti nel sistema sociale per far fronte all'eventualità di una perdita accidentale del lavoro, come era già capitato in due occasioni a Joseph, unito alla scarsa ospitalità della propria famiglia fece maturare in Joseph e Sarah l'idea di diventare padroni di se stessi, in modo da ottenere una propria casa e una propria attività anche con l'aspettativa di un reddito incerto. Riuscirono a rilevare, a condizioni estremamente ragionevoli il 23 ottobre 1855 l'attività di un cugino di Joe, George Wells, situata in High Street a Bromley nel Kent. Ciò fu possibile grazie ad un anticipo di 100 £ sull'eredità richesto da Joseph alla propria famiglia e tutti i pochi risparmi messi da parte nel corso degli anni.
L'attività si occupava principalmente della vendita di porcellana e stoviglie, ed in seguito articoli sportivi, anche se l'investimento non fu mai prosperoso.

#### Atlas House (1855-1880)
L'attività era conosciuta come Atlas House, per via di una lampada raffigurante un atlante nella vetrina del negozio. Joe anticipò la sua eredità di cento sterline, concluse l'affare e si mise in proprio. Spese tutti i suoi risparmi e le sue riserve disponibili trasferendosi con Sarah in gravidanza al 47 High Street, in tempo per portare alla luce quello che sarà il fratello maggiore di H. G. Wells, Frederick Wells alias Freddy. Come racconterà Wells nella sua autobiografia fin dall'inizio l'attività commerciale intrapresa dalla sua famiglia non diede i frutti sperati, e nel corso degli anni si rivelerà sempre meno redditizia. Intuito il cattivo investimento, ma avendo utilizzato tutte le risorse disponibili, i Wells non avevano modo di uscire dalla nuova situazione né tantomento trasferirsi da un'altra parte. L'idea del raggiro subito dal cugino e dello stato d'animo della famiglia viene annotato da Joseph nel suo diario dove si lamenterà di essere stato ingannato dai suoi stessi parenti,
(Experiment in Autobiography, H. G. Wells 1934)
Per arrotondare il magro reddito, il padre, oltre che negoziante, si cimentò nella carriera di giocatore professionista di cricket per il Kent, dal quale ricevette, saltuariamente, diverse somme di denaro, giunte da donazioni alla squadra, o dai relativi pagamenti dei Club con i quali disputavano le partite, e che gli permisero di arrotondare il magro reddito del negozio.

### La nascita di H. G. e la morte della sorella Francis Sarah
Nel 1862 nacque il fratello Freddy, e due anni dopo, nel 1864, Sarah Neal ebbe la sua grande tragedia, quando Frances Sarah Wells, alias Fanny (1855 - 1864) la sorella di Wells morì di appendicite. La natura dell'appendicite era sconosciuta in quel periodo, e veniva generalmente definita infiammazione delle viscere: poiché Fanny era stata ad una festa del tè per bambini un giorno o due prima del suo attacco, la madre, nella sua angoscia per questo colpo improvviso, balzò alla conclusione che a Fanny era stato dato qualcosa di inadatto da mangiare, rifiutandosi di riconciliarsi con i vicini e di parlare con loro, vietando ai figli di menzionarli.
Secondo Wells, la sorella era stata una ragazzina molto intelligente, precoce e fragile, una ragazzina al coperto che aveva deliziato il cuore della madre. Wells trarrà delle conclusioni diversi anni dopo, concludendo che la sorella soffrisse di una carenza di vitamine, trovando riscontro dagli scritti del dott. W. R. Ackroyd nel testo Vitamins and other Dietary Essentials. La nascita di Herbert, due anni più tardi, e la prematura scomparsa di Fanny, influenzeranno la madre, la quale sottoporrà i figli a una ferrea dieta a base di fegato di merluzzo.
In questo periodo la condizione economica della famiglia Wells peggiorò in maniera drammatica; la sub-urbanizzazione della città portò un netto miglioramento del servizio passeggeri dello scambio merci, miglioramento dovuto all'apertura di una seconda stazione ferroviaria che rese sempre più facile per le persone lo spostamento a Londra. Nella stessa maniera, i rivenditori di Londra poterono entrare maggiormente in concorrenza con i commercianti locali, causando un grave danno a questi ultimi.
Sarah sarà la prima insegnante di Wells: gli insegnò infatti a scrivere e a leggere, fino a che si rese conto che l'istruzione del figlio dovesse puntare a livelli più alti. Fece perciò andare il giovane assieme al fratello Freddy in una casa-scuola nei pressi di Drill Hall tenuta dalla signora Knott, una signora anziana non qualificata, e dalla sua altrettanto non qualificata figlia Miss Salmon, dove Wells ebbe modo di imparare le tabelle di pesi e misure, leggere le parole di due o più sillabe e fare somme.

#### Mr. Morley's Commercial Academy (1874-1880)
Nel 1874, in seguito ad un incidente che lo costrinse a letto con una gamba rotta, George Wells dimostrò interesse per la lettura, impegnando le sue giornate con i libri che il padre portava dalla Literary Institute, la biblioteca locale. Fu in questo periodo che Wells si dedicò a fondo a svariate letture, conoscendo attraverso i libri mondi lontani come il Tibet, la Cina, le Montagne Rocciose, le foreste del Brasile, il Siam e - come affermò lo stesso autore - una ventina di altre terre.
Nello stesso anno venne iscritto alla Thomas Morley's Commercial Academy, la scuola privata fondata nel 1849 da Thomas Morley in seguito al fallimento della sua precedente scuola.
Nel 1877 il padre si fratturò una gamba, ponendo fine alla sua carriera di cricker e alle entrate che contribuivano assieme a quelle del negozio al mantenimento della famiglia, obbligando i figli a cercare impieghi come apprendisti per poter così contribuire alle spese famigliari.

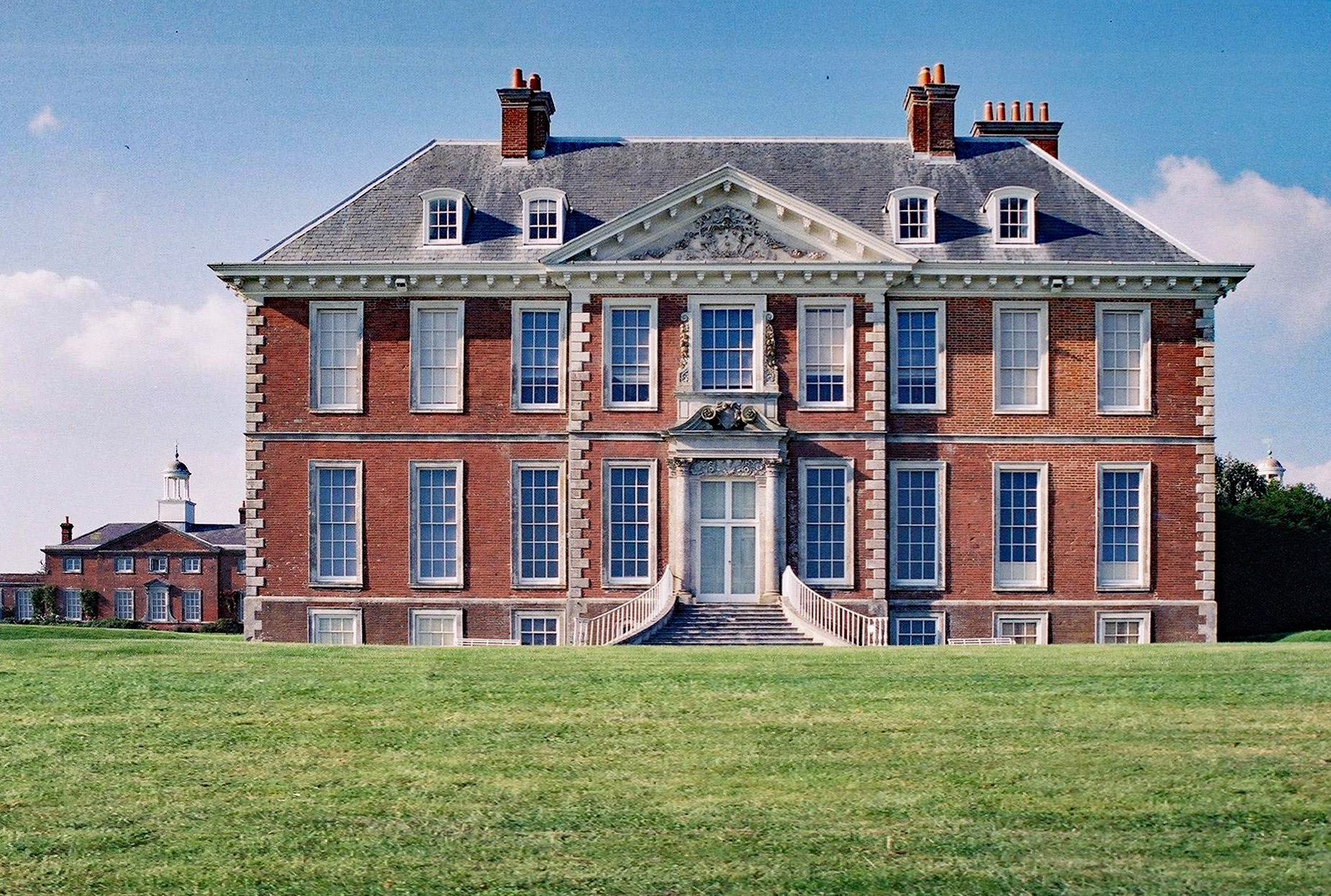
Vista della facciata sud della casa di Uppark

#### Southsea (1881-1883)
Nel 1880, all'età di quattordici anni, il giovane Wells svolse un infelice apprendistato presso il Southsea Drapery Emporium, un'impresa di tessuti a Windsor, dove lavorava tredici ore al giorno, e dormiva assieme agli altri apprendisti. I suoi successivi lavori lo videro impiegato come interno di scuola, commesso di farmacia e nuovamente come apprendista nel campo dei tessuti, fino al 1883. Le esperienze che visse in questi momenti divennero fonte di ispirazione per due romanzi futuri, Kipps del 1905, e The Wheels of Chance del 1896, nei quali vengono descritte le vite degli apprendisti nel campo tessile e le critiche riguardo alla distribuzione della ricchezza globale.
Il padre e la madre di Wells non andarono mai davvero d'accordo, infatti Joseph era un libero pensatore, mentre Sarah era protestante (Wells scrisse nel 1934 di sentire troppo duri per lui gli insegnamenti della chiesa anglicana) e quando tornò al suo lavoro di domestica a Uppark, le condizioni lavorative che le vennero imposte la portarono a non poter più dedicare tempo al marito e ai figli, costringendo entrambi a vivere una vita sempre più distaccata; nonostante questo non divorziarono e non costruirono altre relazioni. Quanto a Wells, la serie di fallimenti sul piano lavorativo lo riportarono a Uppark per nuovo impiego. Il suo ritorno venne da lui stesso definito "the bad shilling back again!".
Uppark offriva però una magnifica biblioteca, nella quale Wells poté immergersi completamente nella lettura di molte opere classiche, come La Repubblica e L'Utopia.

### Studi

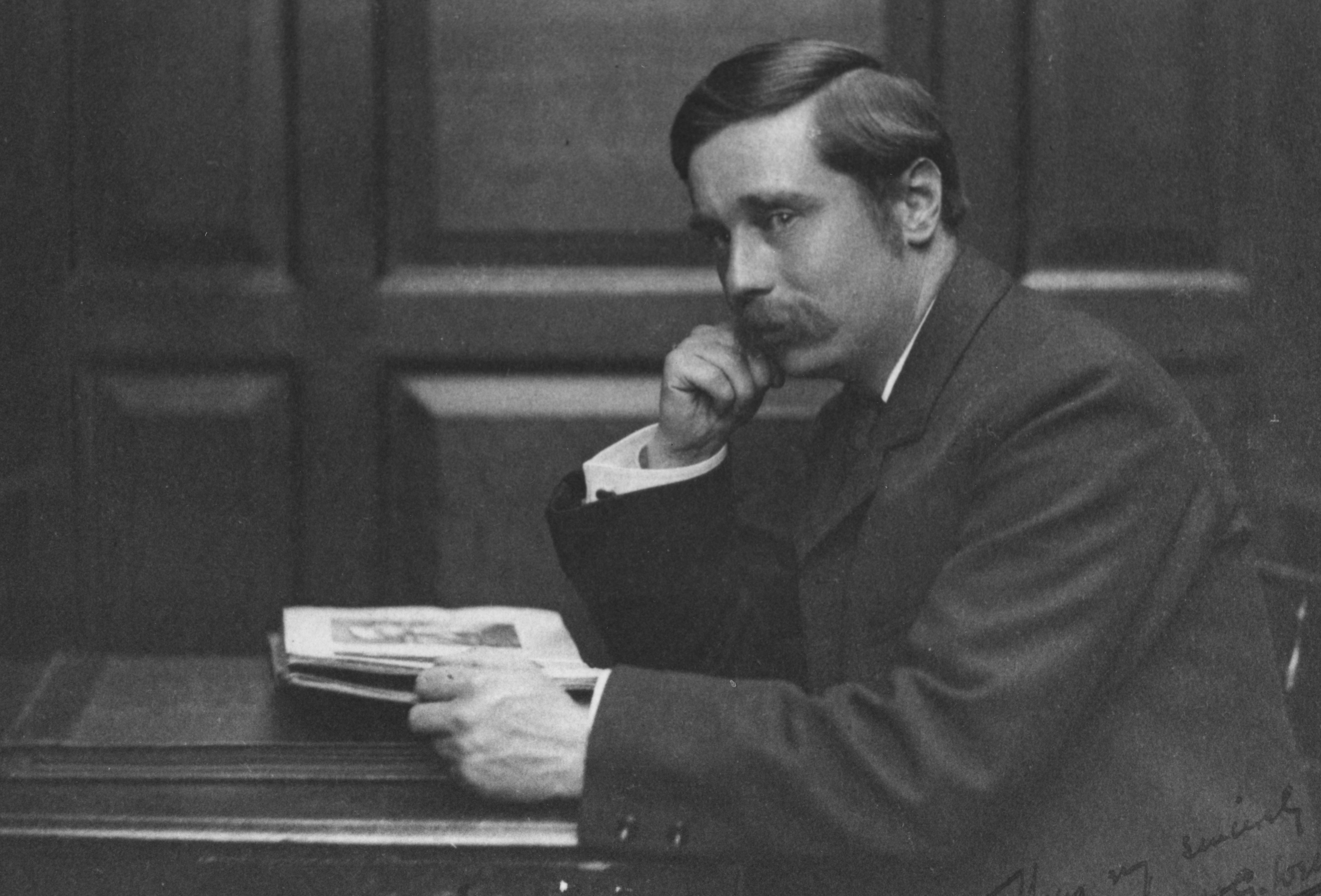
H.G.Wells a Londra, attorno al 1890.

Nell'ottobre del 1879 la madre di Wells, tramite un suo lontano parente, Arthur Williams, iscrisse il figlio presso la National School a Wookey nel Somerset come alunno-insegnante. In questo periodo Wells prestò insegnamento agli allievi più giovani, anche se l'esperienza durò per soli due mesi. Infatti nel dicembre dello stesso anno Williams viene licenziato dalla scuola per irregolarità nelle sue qualifiche, mentre Wells fu rimandato a Uppark, sarà in questo periodo che trarrà fonte di ispirazione per uno dei suoi romanzi più ambiziosi, Tono Bungay, che vedrà la luce diversi anni dopo, nel 1909. Wells ha realizzato una piccola foto di Uppark come Bladesover e ha dato uno scorcio della sua vita da sotto le scale. Nonostante si ispirò al lavoro della madre, il personaggio che la rappresenta sarà completamente diverso dalla madre, è così che lo visse negli anni Ottanta quando le due sopravvissute, Miss Bullock (che prese il nome di Fetherstonhaugh dopo la morte della sorella) e Miss Sutherland, erano davvero molto anziane. Ma verso la fine degli anni '40, quando Sarah, la madre di Wells, esercitava il ruolo di governante nella tenuta, tutti erano più giovani e la vita sembrava forse più movimentata.
(Experiment in Autobiograpy, H. G. Wells, 1934)
Ne seguì un breve apprendistato come farmacista nella vicina cittadina di Midhurst, nella quale, nello stesso periodo soggiornò presso la Midhurst Grammar School dove firmò i documenti per svolgere tirocinio presso Hyde's. Nel 1883 Wells convinse i genitori a liberarlo dal dovere dell'apprendistato, cogliendo l'offerta della Midhurst Grammar School di svolgere il ruolo di allievo-insegnante, viste le profonde conoscenze che il giovane aveva mostrato nella lingua latina e nelle scienze durante un suo precedente soggiorno. Questo periodo verrà ricordato da Wells diversi anni più tardi, nella sua dura critica al sistema educativo, la critica sarà rivolta verso l'incapacità al sistema di adattarsi alle nascenti esigenze sociali, l'aneddoto che offre Wells come esperienza personale sarà rivolto nei confronti del suo professore Horace Byatt M. A., padre del futuro governatore Horace Byatt, che gli concesse alcune borse di studio per insegnare scienze "avanzate" - di cui non conosceva praticamente nulla.
Gli anni a Southsea furono un periodo di profonda tristezza e infelicità per Wells; nonostante questo, la sua presenza alla Midhurst Grammar School, il suo ruolo e la formazione da autodidatta gli permisero di proseguire gli studi con serietà.

#### Primo anno (1884-85)

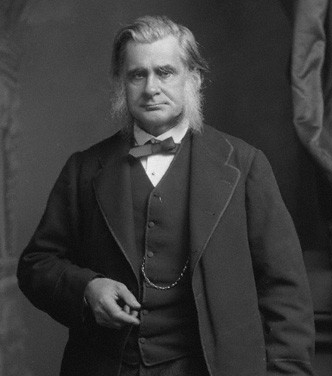
Thomas Henry Huxley in una foto di Alexander Bassano nel 1883

Nel 1884 gli venne assegnata una borsa di studio presso la Scuola normale di Scienze in South Kensington (quella che in seguito divenne il Royal College of Science fino a diventare parte integrante dell'Imperial College London).
Tra il 1884 e il 1885 Wells ebbe modo di conoscere Thomas Henry Huxley, suo insegnante di biologia, noto con il soprannome di "Mastino di Darwin" per via del suo acceso convincimento per l'evoluzionismo darwiniano.
All'epoca la teoria sull'origine delle specie di Charles Darwin non era ancora stata unanimemente accettata dalla scienza e le scoperte scientifiche erano molto frequenti. Wells ebbe modo di lavorare con Huxley per un breve periodo di tempo, poiché poco dopo il biologo si ammalò, lasciando spazio al nuovo professore, Howes. A fine anno Wells superò l'esame di zoologia in maniera brillante, distinguendosi assieme a Martin Woodward e A.V. Jennings tra i migliori della classe; con quest'ultimo in particolare strinse una buona amicizia: con Jennings, Wells si sentiva in grado di parlare liberamente, discutendo di politica, scienza e teologia, definendo l'amico una mente più vivace ed equipaggiata della sua, la prima trovata a South Kensington. Nonostante la borsa di studio, che gli assicurava una paghetta settimanale di ventun scellini, Wells si trovava spesso senza denaro uno o due giorni prima di ricevere la somma, soffrendo quasi la fame. Jennings stesso, vedendolo magro e malnutrito lo portò a casa sua offrendogli da mangiare, offerta che ripropose più volte all'amico ma che Wells rifiutò per orgoglio.
La profonda ammirazione per Huxley e per Howes, verrà ricordata da Wells nella sua autobiografia An Experiment in Autobiography, del 1934.

#### Secondo anno (1885-86)
Nel secondo anno alla Scuola normale di Scienze, Wells rimpiangeva gli insegnamenti e i dibattiti che aveva avuto con Huxley, non trovando più gli stimoli e l'interesse che aveva provato l'anno precedente e trovandosi spesso in contraddizione con insegnanti e istruttori. In questo periodo lo stato d'animo di Wells ebbe ripercussioni sull'insegnamento che svolgeva, portandolo a commettere grossolani errori e a incappare spesso in incongruenze. In questo periodo Wells criticò duramente il professor Guthrie, suo professore di fisica, con i suoi monotoni e discutibili metodi di insegnamento.
Il disagio di Wells verso il nuovo metodo di insegnamento a cui fece fronte è fortemente percepibile in alcune righe del suo An Experiment in Autobiography:
(H. G. Wells, An Experiment in Autobiography, 1934)

#### Terzo anno (1886-87)
Il terzo anno, per Wells, incominciò nuovamente con i rimpianti per Huxley; Guthrie era stato sostituito dal professor Judd, a causa del tumore alla gola che entro l'anno l'avrebbe consumato e ucciso.
Wells reputava Judd un professore migliore di Guthrie, anche se non riuscì a eccellere in geologia; nonostante Judd fosse un ottimo insegnante e svolgesse un lavoro encomiabile nella stratigrafia, non andò mai a genio al giovane, che sin dall'inizio provò per lui una forte antipatia.
Wells reputava la geologia un argomento mal assemblato, definendola una tradizione più che una scienza, un argomento rispettabile fino a Charles Lyell, Roderick Murchison e ai loro coetanei, non riuscendo mai a provare lo stesso interesse che aveva per la biologia e per la fisica.
La noia che deriva dalle lezioni del professor Judd portò più volte il giovane Wells ad evadere, come l'abitudine di sparire dal suo posto in laboratorio di fisica per raggiungere l'Education Library. In questo periodo la carriera studentesca di Wells era in crisi e la stima di cui godeva il giovane si era ormai dissipata; egli diventò notoriamente indisciplinato, fallendo l'esame di geologia nel 1887.
Nel 1890 si laureò a pieni voti in zoologia e biologia. Le esperienze e le emozioni passate nel laboratorio di biologia vennero rievocate da Wells nel racconto A Slip under the Microscope del 1893 e nel romanzo Love and Mr. Lewisham del 1900.

### Insegnamento

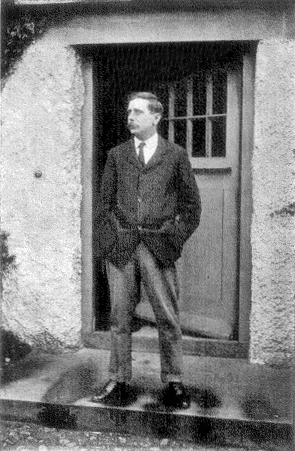
Wells davanti alla sua casa a Sandgate

Le esperienze di Wells nell'ambito dell'insegnamento risalivano già all'età di quattordici anni. Come detto in precedenza, Wells nel 1880 svolse il ruolo di allievo-docente presso la Midhurst Grammar School, insegnando ad allievi più piccoli. Il direttore della scuola di Midhurst, H. Byatt, colpito dalla straordinaria vivacità nel suo ingegno e dall'ampiezza dei suoi interessi culturali, gli offrì il posto per venti sterline l'anno. La condizione dell'allievo-insegnante accompagnò Wells per molti anni.
Nel 1884 gli venne assegnata una borsa di studio presso la Scuola normale di scienze in South Kensington, dove, in seguito al superamento a pieni voti dell'esame di zoologia, nel 1885 Wells ottenne la borsa di studio, ritrovando inoltre la formula dell'allievo-insegnante. Al termine dell'anno scolastico, il ruolo di allievo-insegnante venne rinnovato a Wells, in seguito alla buona impressione mostrata dal giovane al consiglio docenti, ma Wells non poté esercitare la mansione assegnatagli per carenza di strutture di ricerca disponibili; per il secondo e il terzo anno Wells si ritrovò così a coprire le cariche vacanti all'interno dell'istituto.
Non mancarono naturalmente, nel corso degli anni, vari scontri con i docenti.
Durante il secondo anno infatti, sentendo la mancanza di Huxley - che reputava di grande personalità, dalla mentalità libera e aperta al dibattito - Wells si scontrò con il suo professore di fisica, il professor Guthrie, muovendo addirittura contro di lui una sua piccola guerra personale, oltre a dimostrare un'aspra critica dei suoi metodi, della sua persona e dell'influsso dei suoi insegnamenti sugli alunni.
Wells ricordò in seguito che non si trattava dell'incompetenza del professore, ma della reale incapacità di ogni individuo di spiegare alcuni fenomeni in maniera pratica.
Nel periodo di frequentazione dell'istituto Wells fondò anche un giornale, da lui stesso diretto, il Science School Journal, passando pochi mesi dopo la direzione all'amico William Burton.

#### Holt 1887
Nel 1887 H. G. Wells si trasferì in Galles ad aderire al corpo docente di una scuola, la Holt Academy, nella cittadina di Holt, vicino a Wrexham. Sulla carta, la Holt Academy sembrava la meta migliore per Wells di tutte quelle proposte dall'agenzia: aveva la possibilità di guadagnare dalle quaranta alle cinquanta sterline durante l'anno scolastico; inoltre l'idea di una vasta biblioteca, di vari campi da gioco e di una stanza tutta per sé incoraggiò la scelta del giovane. Recatosi all'accademia dovette tuttavia ricredersi, trovandosi di fronte a uno scenario completamente diverso: i resti di un'istituzione in decomposizione, le finestre rotte e lo sporco, come egli stesso riferisce. Sfuma anche la possibilità di avere una stanza tutta per sé, dovendola condividere con due calvinisti.
Uno dei suoi compiti era quello di controllare i tempi di gioco degli alunni durante le partite di calcio e fu durante una di queste partite che, nel pomeriggio del 30 agosto dello stesso anno, venne aggredito da un ragazzo che a quanto pare gli portava rancore e che arrecò a Wells un danno a uno dei reni. Nel corso della stessa giornata Wells notò infatti del sangue nelle sue urine, che lo costrinse a una degenza per più di una settimana, soffrendo di un considerevole dolore. Wells non subì conseguenze per l'incidente, ma gli fu consigliato dal medico cittadino di lasciare la scuola.
Il medico di Wrexham diagnosticò a Wells un trauma renale (per schiacciamento del rene); ciononostante, Wells non lasciò Holt, giacché si trovava in una situazione economica precaria e non aveva alcun posto dove andare.
Nell'ottobre del 1887, appena ripresosi dal danno subito, Wells tornò a insegnare alla sua classe. La brutta tosse che lo accompagnava incessantemente in quei giorni si aggravò visibilmente. Preoccupato dalle striature di sangue che vedeva sul fazzoletto dopo forti colpi di tosse, Wells contattò il medico di Wrexham, che diagnosticò il suo male come tubercolosi.
Il bacillo della tubercolosi era da poco stato scoperto dal medico tedesco Robert Koch, che lo descrisse il 24 marzo 1882, anche se per una cura efficace si dovette aspettare il 1921.
La guarigione di Wells fu quindi naturale. Non vennero mai trovati dei micobatteri negli esami eseguiti sul giovane, nonostante questo la malattia durò per quasi cinque anni, andando infine a sparire ma rovinandogli un polmone.

#### Uppark e Basford 1887 - 1888

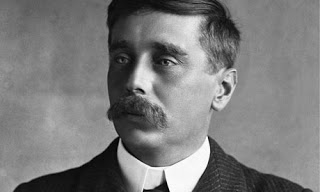
Wells in una foto alla fine del XIX secolo

Il compagno di studi Wells, William Burton, che aveva seguito il suo lavoro come direttore dello Science Schools Journal, aveva ottenuto un buon lavoro come chimico con la manifattura di ceramica Wedgwood. L'azienda aveva perso molte delle sue antiche ricette e il suo lavoro consisteva nell'analizzare vecchi frammenti di ceramiche e riscoprire le mescole originali dei prodotti più famosi dell'azienda. Da poco sposato si incontrò assieme alla moglie con Wells in una cena nell'Holt Inn, dove gli offrì ospitalità nel caso si fosse trovato nello Staffordshire, offerta nata sia per spirito di amicizia, sia perché entrambi erano segretamente angosciati nel trovare lo scrittore più fragile ed emaciato che mai.
Trasferitosi nuovamente a Uppark per il periodo di degenza, vi rimase per quattro mesi. Wells fu visitato dal dottor William Job Collins, un giovane e brillante medico, ben distante dal medico condotto di Wrexham, che non riconobbe in Wells un caso di tubercolosi.
L'ossessione per la malattia accompagnò Wells negli anni, infatti nel 1900 mentre era in costruzione la sua casa a Sandgate sviluppò un progetto per costruirla su un unico piano, con camere ampie rivolte verso il sole e con il bagno vicino alla camera de letto, credendo di dover passare la vita su una sedia a rotelle.
Dopo un periodo di permanenza di quattro mesi a Uppark, Wells si trasferì per un periodo di tre mesi a Stoke-on-Trent, presso l'amico Burton, a Basford nello Staffordshire dove si trovavano diverse ferriere.
Wells in questo periodo ha avuto il suo primo contatto con l'Inghilterra industriale. Wells ha trovato lo strano paesaggio delle Cinque Città con le sue fonderie di ferro incandescente, i suoi canali fumanti, i suoi vasi di argilla sbiancati e gli effetti meravigliosi di polvere e atmosfera carica di fumo, molto stimolante". L'esperienza di Wells in questo periodo sarà rievocata nel racconto del 1895 Il Cono nel quale offre descrizioni evocative dei luoghi e dei suoni del paesaggio industriale, il periodo di permanenza si riflette nei capitoli ambientati nello Staffordshire in Nei giorni della cometa e The New Machiavelli. In questo periodo Wells si trovava in una condizione economica precaria, con sole cinque sterline in tasca, venendo più volte tentato di chiedere aiuto alla madre, che si trovava a sua volta in una situazione economica difficile, intenta a sostenere il marito a Nyewoods con l'aiuto altalenante del fratello Frank. Solo l'orgoglio lo spinse ad andare avanti con le sue forze, rifiutandosi di chiedere aiuto.

#### Londra 1888
Deciso a trovare un lavoro, Wells si trasferì nei pressi della Stazione di London St Pancras, in Judd Street, condividendo la stanza con altri due inquilini. Il suo soggiorno in Judd Street non dura più di una notte: il giorno seguente si mise in cerca di un nuovo posto dove poter alloggiare, cercando tra Grays Inn Road e il British Museum e trovando infine sistemazione a Theobalds Road per quattro scellini alla settimana.
La stanza trovata era una parte di una soffitta recuperata e adibita ad abitazione, arredata in maniera semplice con un letto estraibile, un lavamani e una cassettone con uno specchio. Il sottile muro divisorio lasciava trapelare i suoni e le voci dei vicini, inclusi i loro momenti di intimità, che lo disturbavano quando diventavano deplorevolmente alti. Questo non ostacolò comunque il giovane che continuò a portarsi avanti con i suoi scritti e con la corrispondenza nei momenti di quiete.
La ricerca di lavoro da quel momento divenne costante: Wells si rivolse a molti enti scolastici e agenzie di lavoro, riuscendo a trovare, per un breve periodo, un impiego per ripetizioni di biologia e mineralogia. Il suo primo lavoro sostanziale e costante lo ottenne dall'amico e vecchio compagno di studi Jennings, che tentava di ritagliarsi un posto come preparatore di biologia da quando aveva lasciato la Scuola normale di scienze, ormai divenuta Royal College of Science. I primi lavori che svolse furono di insegnamento, il primo come dimostratore nel campo della geologia presso le Science Schools mentre il secondo tenendo lezioni di biologia presso Birkbeck Institute a Chancery Lane. Con le paghe ricevute stava cercando di recuperare del materiale didattico che gli sarebbe servito per ottenere il ruolo di preparatore.
Il lavoro di Jennings consisteva nel mettere insieme una serie di diagrammi, per la maggior parte tedeschi, ottenuti da alcuni libri al British Museum e di alcuni testi tratti da alcuni volumi.
Il primo incarico di Wells fu copiare nella sala di lettura del British Museum i diagrammi, vista l'impossibilità di portare con sé i volumi e, vista la sua sufficiente abilità nel disegno, di riportarli sul muro del laboratorio nel quale Jennings lavorava.
Wells eseguì i primi schizzi del suo lavoro sotto la cupola a Bloomsbury, per poi proseguirlo nel piccolo laboratorio di Jennings, che condivideva con un microscopista, Martin Cole, il quale vendeva vetrini contenenti campioni umani di polmoni, reni e altri organi (ottenuti da autopsie) agli studenti di medicina.
Prima che Jennings potesse iniziare a pagare Wells per il lavoro svolto, il giovane si trovò nuovamente senza denaro: le cinque sterline sulle quali si affidava erano ormai finite, costringendolo a interrompere la corrispondenza visto il costo diventato ormai proibitivo delle cartoline (tre penny). Cominciò anche ad accusare la fame, spingendosi quasi alla vendita di alcuni beni al Monte di Pietà. Wells incominciò anche a soffrire di solitudine pensando intensamente alla cugina Isabel Mary. Un acconto di Jennings permise a Wells di mettersi in contatto con la ragazza, che nel frattempo si era trasferita assieme alla madre in una piccola casa in Fitzroy Road vicino a Regents Park.
A luglio Wells si trasferì a casa della zia, che aveva accettato di buon grado di ospitare il giovane che trattava come un figlio. Ritrovato il vigore per la ricerca del lavoro e per l'opera commissionata da Jennings, Wells era pervaso da uno stimolo nuovo, che lo portò a riavvicinarsi sentimentalmente alla cugina.
Wells arrotondò lo stipendio che riceveva dall'amico pubblicando alcune risposte sui giornali. Molti settimanali stavano infatti emergendo, andando a contrastare l'indiscusso dominio del Family Herald (The Family Herald: A Domestic Magazine of Useful Information & Amusement (1843–1940)), lo storico giornale vittoriano: Tit-Bits fu uno dei primi, a cui seguì il Pearson's Weekly. Questi giornali proponevano una decina di domande in un'apposita sezione chiamata Questions Worth Answering, pubblicando le risposte nel numero successivo. Chiunque poteva rispondere alle domande, inviando una lettera al giornale. La migliore risposta, per completezza e chiarezza, veniva pubblicata e retribuita con mezza corona.
Le letture di Wells e le sue conoscenze nel campo della biologia risultarono molto utili, permettendo al giovane di guadagnare dai due ai quattordici scellini la settimana, contribuendo così alle spese in Fitzroy Road.

#### Kilburn 1889-90

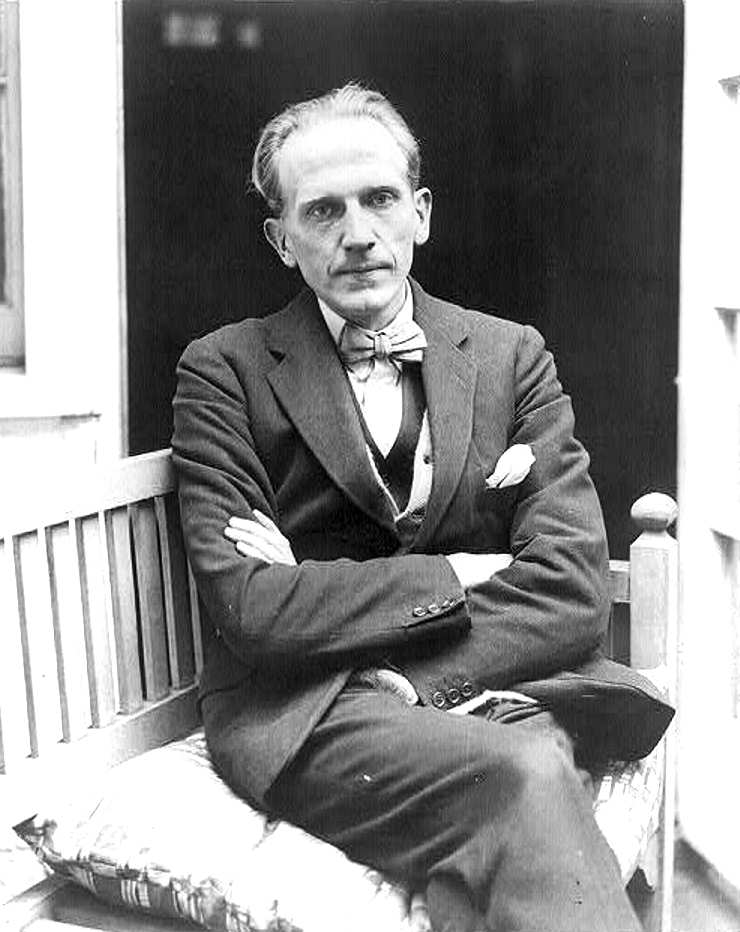
Alan Alexander Milne: fu allievo di Wells negli anni in cui insegnava a Kilburn.

Dopo il Natale, Wells accettò il posto come aiuto-professore presso la Henley House School a Kilburn. L'istituto non sembrava davvero una scuola privata di successo: era stata ottenuta dall'abbinamento di un paio di villette a schiera e non era molto adatta alle esigenze educative.
Gli iscritti erano ragazzi di Maida Vale e di St John's Wood, figli di personaggi degli spettacoli teatrali, artisti, professionali e d'affari che per motivi di economia o di affetto preferivano avere i propri figli a vivere vicino a casa; dunque c'erano solo un paio di pensionati.
La scuola era diretta da John Vine Milne, padre di Alan Alexander Milne che fu allievo di Wells e che in seguito divenne scrittore, noto soprattutto per una serie di libri per bambini con protagonista l'orsacchiotto Winnie the Pooh.
John Milne era il responsabile della scuola, anche se non era proprietario né insegnante. Viveva in una delle due villette, mentre l'altra era adibita all'insegnamento, divisa in varie aule per gli alunni e in un'aula per gli assistenti, mentre sul retro si trovava il parco giochi, circondato da un muro e con un terreno ghiaioso, dove un tempo vi erano i giardini delle due villette.
Le attrezzature erano poco migliori di quanto fossero a Morley, anche se i banchi non erano esageratamente logorati per l'età, oltre a un maggior numero di lavagne e di mappe. Il giorno stesso in cui Wells incominciò a lavorare a Kilburn, Milne si presentò al nuovo professore, consegnandogli una sovrana, per poter comprare il materiale didattico adeguato all'insegnamento.
La gestione del denaro ricevuto da Milne fu comunque scrupolosa, poiché il precedente insegnante non aveva lasciato altro che alcune ampolle di vetro rotte. Wells trovò le ampolle accuratamente deposte nell'armadio al secondo piano, nell'aula che un tempo doveva essere stata la camera da letto dell'abitazione. Il suo predecessore era di origini francesi e insegnava chimica, raggiungendo l'apice negli esperimenti che distrussero le ampolle. L'esperimento consisteva nel produrre dell'ossigeno, riscaldando del permanganato di potassio. Gli esperimenti non ebbero mai successo a causa del vetro, che non era refrattario, e vennero ripetuti costantemente dall'insegnante fino alla consumazione delle ampolle.
In accordo con Milne, Wells decise di evitare dunque esperimenti pratici e di illustrare tutto con la lavagna e dei gessetti colorati, in modo da limitare le spese per il materiale didattico, affermando che fosse un grave errore condurre esperimenti in classe, vista la possibilità di un mancato riscontro scientifico, come era accaduto al suo predecessore. Wells propose inoltre l'acquisto di un forno e l'introduzione della dissezione di piccoli animali e rettili, al fine di migliorare sensibilmente le conoscenze anatomiche degli studenti e le loro capacità nel disegno.
Con il passare del tempo Wells trovò in Milne una vera e propria guida riguardo alla disciplina e alla gestione degli alunni, descrivendolo come una persona capace, desideroso di fare del suo meglio per i suoi ragazzi, ostinato, curioso, simpatico e cordiale sin dal primo incontro, in grado di guadagnare la fiducia degli alunni e dei suoi collaboratori. Wells definì la Henley House School come la migliore scuola di buone maniere.
L'ammirazione di Wells nei confronti di Milne divenne maggiore anche per l'impegno con cui il direttore cercava di gestire al meglio la scuola, ottenendo dei buoni risultati nonostante le scarse risorse finanziarie a disposizione. La sovrana d'oro consegnata a Wells per l'acquisto di strumenti scientifici ne è la chiara prova, come lo stesso scrittore affermò in seguito nella sua autobiografia, ma nonostante questo lo scrittore non poteva far a meno di notare l'abissale differenza di gestione tra la Holt Academy e la Henley House, definendo i due direttori i poli estremi dello stesso sistema.
Milne propose inizialmente a Wells una paga annuale di 60 sterline come maestro di disegno e scienze, con vitto e alloggio compreso, anche se il desiderio di andare a vivere con la cugina e con la zia a Fitzroy Road lo portarono a rifiutare la residenza e tutti i pasti, salvo quello di mezzogiorno, occupato com'era nella preparazione per l'Esame Intermedio presso l'Università di Londra.
Wells scrisse una lettera a Simmons in cui elogiava la pulizia, il pranzo eccellente e il contesto generale delle sue pause pranzo, persino la preoccupazione che la signora Milne mostrava quando il futuro scrittore non terminava i suoi pasti, visto il suo fisico estremamente esile.
L'ammirazione di Milne nei confronti di Wells non tardò a giungere in seguito ad alcune innovazioni proposte dallo scrittore, soprattutto in campo matematico, risolvendo situazioni confuse in merito a somme di denaro, pesi e misure. In seguito a Wells venne affidata una classe di ragazzi tra i sei e gli otto anni, ai quali cominciò a insegnare le quattro regole basilari dell'algebra, passando alle frazioni, alle equazioni quadratiche e ai problemi inerenti alle equazioni quadratiche, gettando, nell'arco di dodici mesi, le basi di due o tre future carriere universitarie in campo matematico, come A. A. Milne, il romanziere e drammaturgo, il fratello Ken e il futuro editore Batsford.

#### Il diploma alCollege of Precector
Nel luglio del 1889 supera l'esame intermedio di scienze con solo onori di seconda classe in zoologia (Intermediate Science Examination), mentre alla fine dell'anno scolastico ottiene il diploma al Collegio dei precettori (College of Preceptors).
I requisiti di ammissione al esame non erano molto severi e i diplomi erano richiesti principalmente da insegnanti senza titoli universitari. Offriva articoli su diversi argomenti e consentiva ai candidati di passare da una materia all'altra in un secondo momento, in modo tale che il livello affrontato fosse sufficientemente facile.
Superato l'esame con 80/100, Wells si assicura le retribuzioni per la teoria e la pratica dell'istruzione (£ 10), matematica (£ 5) e scienze naturali (£ 5), cosa che gli permetterà finalmente di accedere allo stipendio - anche se il maggior beneficio tratto dal conseguimento del diploma era dovuto al fatto di dover approfondire la storia e la pratica dell'educazione, la psicologia elementare, la logica - tutte cose che risvegliarono in lui molto interesse e, sebbene lo standard fosse superficiale, ebbero l'effetto di chiarirgli la mente su vari problemi, e offrendogli alcuni preziosi spunti di pensiero.
Nonostante Wells programmasse di continuare ad approfondire gli studi di 'scienza mentale e morale' e di conseguire la laurea all'Università di Londra nel 1890, con la zoologia e la geologia, decise infine di seguire il ramo della botanica, considerandola un ambito più spendibile nell'immediato.

#### The University Correspondence College 1890-1893
Ottenuto il diploma, H. G. divenne esigente nei confronti di J. V. Milne, richiedendo e ottenendo l'aumento di salario di 10 £ l'anno e riducendo le ore che avrebbe dovuto passare alla Henley House School. Questo gli permise di cercare un lavoro supplementare 
Nel 1891 Wells si recò a Cambridge per vedere William Briggs. Stabilito un accordo immediato per la paga di almeno 2 sterline a settimana per le lezioni per corrispondenza in biologia, che in quel periodo andava curata in modo particolare, convennero che se Wells avesse preso la laurea in ottobre, avrebbe dovuto lasciare la Henley House School per trasferirsi in un appartamento con Briggs in un Tutorial College che stava sviluppando a Londra, ad un tasso di retribuzione che sarebbe stato determinato dalla Honours Class (nella terminologia tipica del sistema anglosassone).
Dal 1891 al 1893 divenne quindi ripetitore di biologia presso la University Correspondence College, non solo Briggs fu in grado di offrire il lavoro aggiuntivo, che Wells voleva preservare fino al conseguimento della laurea (Bachelor of Science), fu inoltre in grado, grazie ai suoi particolari requisiti, di impostare un premio in base alla votazione (Honours) ottenuti in quell'esame. Briggs doveva riconoscere a Wells un minimo di trenta ore alla settimana per tutto l'anno scolastico per i successivi 2 anni. 2 giorni ogni due settimane o 4 giorni in 2 settimane oppure 6 giorni ad un'ora al giorno a seconda degli onori di terza, seconda o di prima classe.
Gli 'onori' erano molto importanti per Briggs, poiché gli arricchivano le credenziali del c.v. La sua lista di tutor mostrava una facciata quasi ininterrotta dei primi di Cambridge, Oxford e Londra. Onori con classi di merito elevate erano rari in biologia in quel periodo, ed era abitudine tipica di Briggs che Wells dovesse ottenerne uno per dare fama a sé ed all'istituzione.
Nel semestre estivo del 1891 Wells lascia la Henley House School laureandosi nello stesso anno con lode di prima classe in zoologia e onori di seconda classe in geologia. In questo periodo H. G. ebbe a disposizione un laboratorio didattico situato in Red Lion Square, ben arredato, con un lato tutte le lavagne e grandi lampade da biliardo per l'insegnamento notturno, cominciarono così una serie di sessioni con una media di quasi cinquanta ore alla settimana, su un sistema a cottimo che permetteva di comprimere un numero di ore nominali da mezza corona in ore normali permettendo dei guadagni maggiori.
Questo permise a Wells di soddisfare le proprie esigenze, prendendo una piccola casa al 28 Haldon Road a East Putney, con un affitto annuale di £ 30 e liberare la cugina Isabel Mary Wells dai continui viaggi giornalieri verso il laboratorio di Regent Street. Questa situazione inaugura così una certa sicurezza economica, per la prima volta dalla sua nascita. Il 3 ottobre 1891 Wells convola a nozze con Isabel presso la chiesa parrocchiale di Wandsworth.

### Giornalismo e prime opere
Le prime opere di Wells risalgono al periodo universitario e al suo primo periodo post universitario, probabilmente durante la sua permanenza a Holt. In quel periodo infatti Wells ideò degli abbozzi sperimentali che pubblicò in seguito sullo Science School Journal.

#### Science School Journal
Le opere a lui accreditate nel 1887 sono A Tale of the Twentieth Century (maggio 1887), A Vision of the Past (giugno 1887) e A Talk with Gryllotalpa (febbraio 1887) , quest'ultima pubblicata da Wells con lo pseudonimo di Septimus Browne, racconti brevi come molti di quelli che pubblicò negli anni a seguire, dove l'idea del fantascientifico è appena percepibile, sottopone i racconti The Death of Miss Peggy Pickersgill's Cat, successivamente distrutto da Wells dopo vari rigetti, e The Professor nel dicembre del 1887 al Family Herald, nota rivista del tempo ottenendo la pubblicazione dell'ultimo.
In questo periodo pubblicò anche The Past and Present of the Human Race, il racconto che ripubblicò revisionato nel 1893 sul Pall Mall Budget col titolo The Man of the Year Million.
Nel racconto, Wells immagina un momento in cui lontani discendenti del genere umano sono dei grandi cervelli galleggianti in vasche di fluidi nutritivi, quando l'umanità vive di chimica e raggi solari su un pianeta cui aveva distrutto tutte le altre forme viventi, vegetali e animali. Il raffreddamento del Sole e di conseguenza quello della Terra costringono gli eredi dell'umanità a vivere in gallerie sotterranee collegate alla superficie con dei pozzi di ventilazione, evidenziando un precoce interesse e un'ottima capacità nell'ideare congetture.
Nel 1888, nel periodo in cui Wells si trasferì a Uppark, per far fronte alla sua cagionevole salute incominciò ad abbozzare degli scritti, che in seguito bruciò perché reputati da lui stesso infantili. La svolta decisiva avvenne quando, dopo quattro mesi di permanenza a Uppark, Wells accettò l'invito dell'amico Burton, trasferendosi per un periodo di tre mesi in Etruria. Tra il giugno del 1887 e il giugno 1888 Wells era stato un vulcano attivo di lettere, giunte fino ad oggi grazie alla minuziosa raccolta e alla cura della conservazione di Geoffrey West, che ha iniziato a collezionarle. Ciò non gli permise tutto sommato di mettere le mani sul manoscritto Lady Frankland's Companion romanzo di 35.000 parole e da altre inedite opere dello scrittore successivamente distrutte dallo stesso Wells. Nel 1888 l'ispirazione venne meno, tutto quello che ricorda Wells è uno schizzo inviato all'amico Simmons di se stesso molto magro e spettinato in piedi all'angolo di una strada, con l'annuncio conciso: "Sono a Londra in cerca di lavoro ma attualmente non ne trovo nessuno", c'è pochissima documentazione dei sei mesi successivi, alla fine dei quali, lo scrittore si rinfranca all'improvviso, con il proprio vigore epistolare molto restaurato, quando ottiene l'incarico come assistente alla scuola di Henley House, a Kilburn.
In questo periodo Wells cominciò a lavorare su alcune bozze, iniziando così i suoi primi racconti fantascientifici. Nello stesso anno pubblicò sul Science School Journal il racconto The Chronic Argonauts, considerata la sua prima opera di rilevanza fantascientifica, nonché anticipazione di quello che sette anni dopo sarebbe diventato il suo primo successo letterario; l'opera venne pubblicata in tre episodi tra aprile e giugno e rimase incompleta per volontà dello stesso Wells. Nel racconto è presente l'influenza letteraria - a detta dello stesso Wells - di Nathaniel Hawthorne, uno dei più importanti narratori statunitensi dell'Ottocento, i cui scritti vennero letti dallo scrittore nel suo periodo di permanenza a Uppark.
Tale influenza risultò però ridotta: solo l'atmosfera claustrofobica della piccola città gallese e la mentalità ristretta della popolazione nei confronti dello straniero è riconducibile a La lettera scarlatta, mentre il setting e alcuni topoi, come la misteriosa casa colonica in cui si trasferisce il dottor Nebogipfel e attorno alla quale ruota buona parte della vicenda, ricordano La casa dei sette abbaini.
Lo stesso anno, tra novembre e dicembre, pubblicò The Devotee of Art.
Lo Science School Journal divenne il primo mezzo di comunicazione tra Wells e i suoi lettori. In questo periodo ebbe quindi modo di migliorarsi sensibilmente prima di iniziare a scrivere su vari giornali che lo lanciarono nel suo indiscusso successo. Sul giornale pubblicò un totale di sette opere, due di carattere didattico mentre le altre di carattere sperimentale.
Dopo una breve carriera dedita al giornalismo, dal 1891 al 1892 in ambito sociologico e pedagogico e all'insegnamento universitario, la sua salute precipitò nel 1893 a causa di un'emorragia polmonare che lo costrinse a un'attività completamente sedentaria.

#### Zoological regressionsettembre 1891
Nel settembre del 1891, pubblica un breve saggio sulla rivista The Gentleman's Magazine (The Gentleman's Magazine/Volume 271, September 1891, pp. 246–253 ristampato su The Fin de Siècle - A Reader in Cultural History, c. 1880-1900 da Sally Ledger & Roger Luckhurst) intitolato Zoological Regression, usando l'utile etichetta di "excelsior biology", lo scritto sfida le interpretazioni ottimistiche dell'evoluzione darwiniana, criticando tale credenza come "una creazione popolare e poetica". Le idee sostenute da Huxley, riemergono nello scritto che tratta il curioso caso delle ascidiacea, organismi che inizialmente, allo stato di larva sono dotate di una notocorda (la struttura da cui deriva la colonna vertebrale dei vertebrati), caratteristica che le classifica nel phylum dei Cordati, assieme ai vertebrati, ma che subiscono una metamorfosi quando trovano un luogo adatto per l'insediamento. Durante la metamorfosi la coda, insieme alla notocorda e al tubo neurale, viene riassorbita, regredendo in creature capaci di nulla di più faticoso di attaccarsi permanentemente a una roccia; diventare in effetti una "semplicemente un'escrescenza vegetativa" su una pietra.
L'opera riconsidera alcuni aspetti della teoria della regressione, idea diffusasi nel XIX secolo che sosteneva come la civiltà potesse essere in declino e che le cause del declino stessero nel cambiamento biologico. Queste idee derivano da concetti pre-scientifici di ereditarietà ("contaminazione ereditaria") con l'enfasi creata dal Lamarckismo sullo sviluppo biologico attraverso lo scopo e l'abitudine.

#### The Educational Times1893 - 1894
Il The Educational Times era un giornale di proprietà del College of Preceptor, offriva una retribuzione di 50 £ l'anno per il montaggio e altre 50 £ l'anno per i contributori, Wells intraprese la nuova esperienza nel periodo in cui lavorava per Briggs come ripetitore al The University Correspondence College, i guadagni ottenuti dalla nuova attività aggiunti a quelli ottenuti dalle ore di ripetizione permisero a Wells di sostenere la propria famiglia, cominciando a suscitargli ironia e sarcasmo. La perdita di genuina acutezza nei confronti del insegnamento passato e una corrispondente liberazione degli impegni hanno illuminato lo stile di Wells nel suo lavoro su The Educational Times, nello stesso periodo, Briggs avanzò la richiesta di modificare un piccolo periodico pubblicitario e intercomunicante, il The University Corresponden.

#### 1893 le prime opere di carattere didattico
Nel 1893 pubblicò la sua prima opera a carattere didattico, Text-Book of Biology; l'opera viene pubblicata come parte della University Correspondence College Tutorial Series, una serie di libri di testo mirata a quella classe di studenti-lavoratori che avevano bisogno di passare gli esami all'Università di Londra. Il testo di Wells fu un vero successo e venne ristampato per trent'anni.
L'introduzione dell'opera è a cura di George Bond Howes, zoologo inglese. È datata 30 novembre 1892, Royal College of Science, South Kensington.
Howes introduce lo scritto di Wells con un aneddoto del 1884, quando venne invitato a dare lezioni di Biologia per corrispondenza, nonostante scettico sull'esito di un possibile insegnamento delle scienze naturali per lettera, sapendo che il modo migliore di istruire i propri allievi, non poteva essere che tramite spiegazioni esaurienti, da un impegno rigoroso e da indicazioni precise per l'osservazione, ciò nonostante l'insegnamento per corrispondenza di Howes supera le sue aspettative, rivelandosi un ottimo strumento per risvegliare le capacità latenti di un richiedente naturalmente qualificato, arrivando così ad assottigliare fino ad eliminare qualsiasi differenza con la preparazione di studenti universitari.
Howes prosegue riconoscendo a Wells i meriti del suo lavoro, definendo l'opera di carattere didattico uno scritto a scopo d'esame, conforme ai requisiti del sistema tipo (type system) dell'insegnamento, mantenendo i precetti della biologia costantemente presenti nella preparazione del suo lavoro, e nella formulazione dei suoi piani per l'estensione futura, migliorando in tal modo il valore del libro stesso.
Lo stesso anno, Wells pubblicò, in collaborazione con R. A. Gregory, il testo Honours Physiography.

#### Il successo

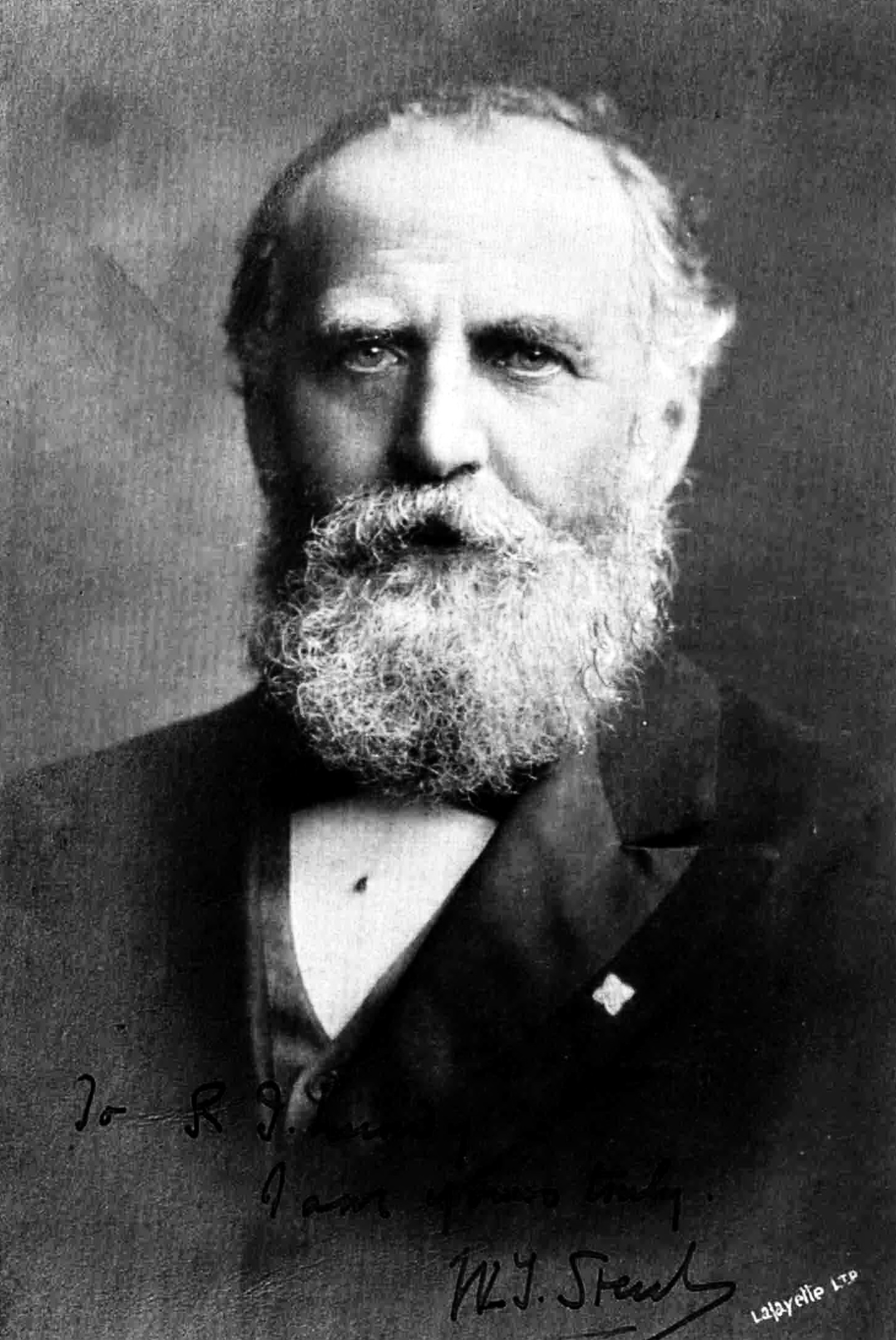
William Thomas Stead (1849-1912) alla guida del Pall Mall Gazette negli anni di pubblicazione dei racconti.

Già nel 1893 Wells cominciò a pubblicare circa 30 articoli, principalmente sul Pall Mall Gazette e ben presto molti redattori si proposero al futuro scrittore per offrirgli un ampio spazio per la rassegna di libri e per la critica. L'anno seguente, il direttore del Pall Mall Budget, Lewis Hind, suggerì a Wells di utilizzare le sue conoscenze scientifiche per scrivere dei racconti, per ognuno dei quali avrebbe ricevuto un compenso di 5 ghinee.
Un'altra grande occasione si presentò allo scrittore quando il direttore del National Observer, Ernest Henley, lo contattò per una serie di articoli e quando lo stesso direttore, passato al New Review, chiese a Wells di revisionare la sua idea sui viaggi nel tempo, persuadendo William Heinemann a pubblicarne la storia su un libro, quella che nel 1895 sarebbe diventata la prima edizione de La macchina del tempo.
Secondo Ferdinando Ferrara nella prefazione del libro Avventure di fantascienza del 1966, il grande successo letterario delle opere di Wells emerge per il grande pubblico nel 1895 con la pubblicazione di tre volumi:
- La macchina del tempo detta una fantasia
- La visita meravigliosa detta un'avventura fantastica
- Il bacillo rubato e altri casi detta una raccolta di racconti fantascientifici

Fino a prima di quest'anno, che segna la nascita dello scrittore e di alcuni dei suoi romanzi più famosi e importanti, Wells si era limitato a pochi lavori insignificanti di carattere didattico o sperimentale. Questo enorme successo è tangibile anche dalle annotazioni sul registro delle entrate che lo scrittore aggiorna minuziosamente.
- 1893 380 £ 13 scellini e 7 pence
- 1894 583 £ 17 scellini e 7 pence
- 1895 792 £ 2 scellini e 5 pence
- 1896 1056 £ 7 scellini e 9 pence[60][122]

Nell'arco di un solo anno l'ascesa diventa sempre più rapida, i diritti dell'autore entro il 1896 gli frutteranno 50000 £, fino ad arrivare ad un massimo di 60000 £ nel 1932 con la pubblicazione del libro The Outline of History del 1919.
Wells trova subito nella critica e presso il pubblico una favorevole accoglienza, generata da un forte entusiasmo. Ad esempio, il direttore del celebre Pall Mall Gazette, William Thomas Stead, lo elogia scrivendo di lui: «Wells è un genio», anche altri periodici cominciarono a pubblicare articoli sullo scrittore, come il Review of Reviews, che nel marzo 1895 scriverà: «H. G. Wells is a man of genius.» Altri due maestri del romanzo tardo-vittoriano si apprestano a offrire la loro ammirazione e la loro amicizia allo scrittore: Joseph Conrad e James Joyce.

### Vita privata

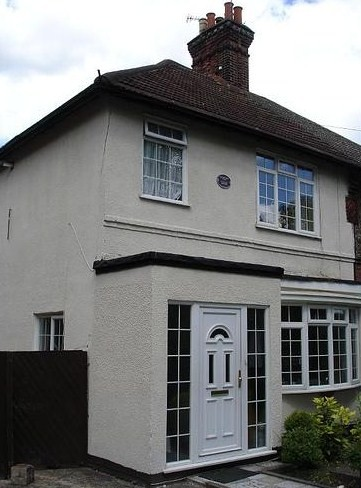
La casa di Wells negli anni '90 (1890) al 143 Maybury Road, Woking

Nel corso del 1887 Wells ebbe modo di approfondire la conoscenza con la cugina Isabel Mary Wells; in tale periodo tra i due ragazzi nacque una relazione, lontano dagli occhi indiscreti della zia Bella che, al contrario della zia Mary, non avrebbe accettato la relazione.
Dal luglio 1888 fino a maggio 1889 Wells abitò con Isabel al 12 di Fitzroy Road nel distretto di Primrose Hill a Londra. La relazione intrapresa dal giovane sfociò in un matrimonio nel 1891.
La coppia accettò di separarsi nel 1894, quando Wells si invaghì di una sua alunna, Amy Catherine Robbins (in seguito nota come Jane) con la quale si sposò l'anno seguente.
Dal gennaio a marzo del 1894 Wells si trasferì con Amy Catherine Robbins al 7 di Mornington Place, a Camden Town, dopo aver lasciato Isabel.
Da marzo a luglio dello stesso anno si trasferì, nonostante fosse ancora sposato, al 12 Mornington Road, sempre a Camden Town.
Nel 1901 la cattiva salute di Wells lo portò nuovamente a trasferirsi a Sandgate, vicino a Folkestone nel Kent, dove costruì una grande casa famigliare. Nello stesso anno, Jane diede alla luce il primo figlio di Wells, George Philip, noto come Gip, e due anni più tardi, nel 1903 il secondo che chiamò Frank Richard. Jane morì nel 1927 all'età di 54 anni.
Con il consenso della moglie, Wells ebbe relazioni extraconiugali con diverse donne, tra cui la statunitense Margaret Sanger, attivista del controllo delle nascite, e la scrittrice Elizabeth von Arnim..
Nel 1909 ebbe una figlia, Anna-Jane, con la scrittrice Reeves Ambra, i cui genitori, William e Maud Pember Reeves, ebbe modo di conoscere attraverso la Fabian Society.

Articolo del New York Times sulla morte di Wells, 14 agosto 1946

Nel 1914 Wells ebbe un figlio, Anthony West (1914-1987), dalla scrittrice e attivista femminista Rebecca West, di 26 anni più giovane di lui.
Nel 1984 il figlio di Rebecca, Anthony, nel corso dell'intervista H. G. Wells: Aspects of a Life con il giornalista radiofonico americano Don Swaim (CBS Radio a New York), ebbe modo di discutere e raccontare la biografia del padre, il ruolo di Wells nella letteratura e la relazione di quest'ultimo con la madre. Nel corso dell'intervista, West narrò alcuni aspetti della società londinese dell'età vittoriana, dal Man's Club ai bordelli, definendolo un periodo di ipocrisia e di promiscuità, raccontando le relazioni del padre, grazie alla propria intervista ad alcune partner e dell'adesione di quest'ultimo alla Fabian Society.
Nel 1920, mentre si trovava in tour in Unione Sovietica, H. G. Wells risiedette per un breve periodo di tempo a San Pietroburgo, presso l'appartamento di Maksim Gor'kij dove ebbe modo di conoscere e di stringere una relazione con Maria Ignatievna Budberg, segretaria di Gor'kij ed in seguito diplomatica, con la quale si incontrò a Londra nove anni dopo, entrando a far parte della sua vita nel 1930.
Tra il 1924 e il 1933 Wells si trasferì in Francia, dove passò buona parte del tempo in Costa Azzurra, avendo una relazione con Costanza Coolidge.
Nel 1935, mentre si trovava a Washington, ebbe una relazione con la giornalista e scrittrice Martha Gellhorn.
In Experiment in Autobiography Wells scrisse:
(H. G. Wells, An Experiment in Autobiography, 1934)

### Nomination per il Nobel
Nel corso della sua carriera, Wells venne nominato quattro volte al Premio Nobel per la letteratura, rispettivamente nel:
- 1921 da Henrik Schück[137].
- 1932 da Sinclair Lewis[138].
- 1935 da Sigfrid Siwertz[139].
- 1946 da Carl Adolf Bodelsen[140].

### Premi e riconoscimenti
- 1997: Incluso nel Experience Music Project and Science Fiction Museum and Hall of Fame
- 1998: Premio Locus, 17ª Miglior romanzo antecedente al 1990 per La macchina del tempo
- 1998: Premio Locus, 28ª Miglior romanzo antecedente al 1990 per La guerra dei mondi
- 1999: Premio Locus, 2ª Miglior romanzo corto di tutti i tempi per La macchina del tempo[141]
- H.G. Wells Award è stato un premio assegnato dal 1978 (per l'anno 1977) fino al 1987'[142] con categorie dedicate alle miniature e al gioco di ruolo[143]. Poiché i due premi erano consegnati congiuntamente insieme nella stessa cerimonia ci si è riferiti collettivamente come Origins Award[144]. Il premio prende il nome dallo scrittore H. G. Wells per il suo contributo in Piccole guerre quello che è considerato il primo regolamento di wargame tridimensionale moderno.

## Temi wellsiani
A influire su tutti i racconti e i romanzi dello scrittore vi sono le osservazioni tecniche e scientifiche, che rendono ogni storia narrata emozionante e in certo modo di rilievo scientifico, viste le conoscenza dello scrittore in zoologia e biologia.
Alcuni temi trattati dallo scrittore saranno anche una rivelazione in campo letterario, essendo temi o rivisitazioni nuovi e affascinanti.
La critica è ormai unanime nel considerare i romanzi di Wells un'importante esperienza narrativa - ponendo lo scrittore, assieme a Jules Verne - come padre fondatore del romanzo scientifico.
Tutte le esperienze narrative, cresciute nel corso degli anni e fortemente percepibili nei romanzi e nei racconti del 1895, gettano le basi per la fantascienza contemporanea, attraverso la dinamicità delle tematiche che spaziano dal racconto psicologico a quello realista in chiave psicologica, tra il sogno e la speculazione ideologica, arrivando alla critica sociale, temi che lo scrittore manterrà per tutta la sua carriera letteraria che caratterizzeranno i racconti e i romanzi wellsiani, ovvero:
- La narrativa utopica, contraddistinta da una forte impronta didascalica e intellettualistica.
- Il romanzo che vede come protagonista lo scienziato faustiano, reso celebre da Goethe nel poema drammatico Faust.
- Il romanzo inteso come avventura ed evasione, al di fuori di un preciso schema ideologico o speculativo.[148].[149]

## Pensiero di Wells
H. G. Wells ha scritto quello che in seguito ha descritto come "vari" schizzi, dialoghi e saggi" (anche drammaturgia e critica recensioni di libri) sia prima che durante il periodo in cui lui
stava lavorando alla sua miglior fantascienza. La quantità di questa uscita "giornalistica" è considerevole. Oltre duecento articoli pubblicati tra il 1887 e il 1898, ai quali si aggiungono articoli non firmati o pubblicati con pseudonimi. Di questo primo giornalismo, Wells ha solo ristampato una piccola frazione, A suo stesso giudizio, gran parte di quel giornalismo era abbastanza buono per essere stampato ma non abbastanza da concedere la ristampa.
La maggior parte delle sue recensioni è incentrata su temi scientifici, dei brevi saggi e dialoghi immaginari che con gli anni influenzeranno buona parte dei suoi scritti fantascientifici, avranno un valore intrinseco per comprendere, anche se in misura diversa, le opere che lo consacreranno a padre della fantascienza fino a portarlo al pensiero filosofico-utopico. Ma oltre al loro valore euristico, gli scritti nel periodo giornalistico hanno anche un valore letterario, valore che viene trasmesso in modo disinvolto e con uno stile colloquiale di cui Wells è un maestro, speculando sulla natura e il destino dell'uomo.
Il pensiero di Wells si sposterà mano a mano sull'aspetto critico, ponendosi come obiettivo l'insegnamento della scienza. La caratteristica più essenziale della scienza è il metodo sperimentale a cui è applicata, Wells non dà per scontato la risposta, ma si pone la domanda come ogni scienziato, non analizza la credenza, ma i motivi che portano a essa, sperimentando così continuamente nuove idee. In pratica tutti i suoi saggi e le sue recensioni riguardanti la scienza e i temi scientifici si propongono di testare ipotesi facendo riferimento ai fatti e testando e le conseguenze, questo meccanismo mentale resterà negli scritti futuri, segnando indelebilmente la sua fantascienza.

### Pensiero scientifico
Nella metà del XIX secolo il termine evoluzione indicava le fasi dello sviluppo embrionale ed era carico di connotazioni finalistiche, la comprensione dell'idea di evoluzione attraverso una selezione in azione nel presente e senza riguardi per il futuro entrò inevitabilmente in rotta di collisione con il tradizionalismo ancora vivo al tempo di Darwin, secondo cui l'evoluzione implicava invece un progetto superiore dovuto a una causa interna o trascendente, riconducibile ad un creatore.
Per Wells, come per i suoi contemporanei, il centro del pensiero biologico era diventato la teoria dell'evoluzione, l'abbraccio da parte dei biologi della teoria ha comportato, tra le altre conseguenze, un radicale riorientamento delle concezioni dello spazio e del tempo riaprendo la questione della relazione dell'uomo con il resto della natura e dell'universo in generale, in parte perché ha reso l'idea di isolamento, considerato a sua volta un concetto spaziale, anacronistico e obsoleto, considerando la terra molto più antica rispetto alle credenze creazionistiche del tempo.
L'evoluzionismo darwiniano portò naturalmente ad interrogarsi sul collegamento concettuale delle distanze nello spazio portando a porsi in concomitanza riflessioni sul tempo, tema approfondito dalla geologia che in questo periodo si dedicherà seriamente alla spinosa questione dell'età della Terra. Le stime oscilleranno tra appena centomila fino a diversi miliardi di anni. La teoria di Darwin quindi cercava riscontro nei fattori geologici in correlazione con i fattori biologici, incoraggiando una panoramica visiva della storia naturale della terra e in scala ridotta all'analoga della storia evolutiva di una specie. L'apertura mentale che richiedeva la nuova teoria, spingeva la coscienza umana alla possibilità di concepire l'intero passato del processo evolutivo, e se utilizzando il processo mentale inverso, si poteva proiettare il corso di quel processo una "distanza" simile o maggiore nel futuro. Per il giovane Wells, l'estensione delle prospettive temporali della teoria evolutiva non sembrava semplicemente possibile, ma appariva addirittura logica. La prospettiva cosmica fu esposta in uno dei primi saggi, The Rediscovery of the Unique e presumibilmente in un altro mai pubblicato, The Universe Rigid.

#### La riscoperta dell'unico
Il concetto espresso da Wells ruota non solo sull'aspetto di individualità, intesa come il complesso degli elementi di caratteristiche ed esclusiva pertinenza del singolo, in ogni cosa, ma anche l'inafferrabilità delle possibilità in cui l'uomo si determina secondo la propria legge, e quindi della responsabilità e imputabilità di ogni suo volere e azione. Questo concetto di unicità non contrasta con quello di un universo rigido, per Wells queste due idee non si escludono l'una con l'altra perché ognuno vede l'universo da un diverso punto di vista, ognuno rappresenta un diverso centro di percezione.
Dal punto di vista assoluto, ovvero quello cosmico, al di fuori dello spazio e del tempo, sembra come se le leggi naturali fossero interamente e inesorabilmente governate e determinate dal corso del cosmo, ma dal punto di vista umano, il futuro, qualunque esso sia, può essere modellato almeno in parte attraverso l'iniziativa e lo sforzo umano. Più in particolare con le leggi dell'evoluzione, le quali non escludono la possibilità di trasformazione.
(The Rediscovery of the Unique, H. G. Wells, 1891)
L'attribuzione che Wells dà alla sua teoria è fondamentale, senza di essa, sembra incompatibile con la posizione che difende sulla teoria dell'universo rigido.

#### L'universo rigido come base scientifica dei viaggi nel tempo
Nonostante le notizie frammentarie sull'opera, dovute alla conseguente distruzione da parte dello stesso autore in seguito al rigetto da parte di Harris, dell'ipotesi di Wells sull'universo rigido troviamo traccia nella sua autobiografia del 1934, la sua ipotesi ricorda molto il determinismo di Pierre-Simon de Laplace (1749-1827). A differenza di molti altri grandi matematici Laplace non vedeva la matematica come una disciplina dal valore particolare, ma come uno strumento utile per la ricerca scientifica e per problemi pratici. Laplace sembra aver considerato l'analisi semplicemente come uno strumento per affrontare problemi fisici, sebbene l'abilità con cui aveva inventato l'analisi necessaria a tale scopo sia quasi straordinaria. Fino a quando i suoi risultati erano veri egli non si preoccupava molto di spiegare i passaggi dimostrativi; egli non aveva mai curato l'eleganza o la simmetria nei suoi procedimenti, e per lui era sufficiente riuscire con qualche mezzo a risolvere il problema particolare che stava affrontando.
Credeva fermamente nel determinismo causale, che è ben espresso nella seguente citazione tratta dall'introduzione all'Essai:
(Essai philosophique sur les probabilités, Laplace)
Wells parla di un Diagramma universale da cui tutti i fenomeni sarebbero derivati da un processo di deduzione. La sua idea di universo rigido ipotizza un etere cosmico, uniformemente distribuito nello spazio infinito seguito dallo spostamento di una particella. Wells suggerisce che se esistesse un universo rigido, e fino ad ora uniforme, le caratteristiche sequenziali del mondo dipenderebbero interamente dalla velocità di questo spostamento iniziale, diffondendo il movimento verso l'esterno con sempre maggiori complicazioni.
Wells dettaglia un'ipotesi simile nella versione di The Time Machine pubblicata sulla rivista New Review (edita in 5 parti, a seguito del passaggio di Hentley al New Review. Hentley interessato all'opera si rivolge nuovamente a Wells, chiedendogli di revisionare la sua idea sui viaggi nel tempo) nella quale specifica che un universo visto in questo modo è un apparato inalterabile perfettamente rigido, interamente predestinato, in cui le cose sono sempre le stesse.

#### Riflessioni scientifiche sulla visione cosmica e quella umana
Nel febbraio del 1887, Wells pubblicò l'articolo A Talk with Gryllotalpa, il periodo di redazione dell'opera rientra nel periodo di pubblicazione di una serie di opere a carattere prettamente scientifico, e al periodo di pubblicazione dei primi racconti fantascientifici. Insieme questi saggi, recensioni e finzione permettono di seguire il profilo dello sviluppo intellettuale di Wells. Non è possibile analizzare la sola opera per riuscire a capire a pieno il concetto espresso in essa, ma bisogna raggruppare tutti i lavori dello scrittore in questo periodo è analizzarli nell'insieme, poiché essi funzionano sinergicamemente in un concetto più ampio, legato alle esperienze e agli studi dello scrittore, nonché alle influenze di diverse teorie in voga nell'epoca. Le opere da considerare sono A Talk with Gryllotalpa, The Rediscovery of the Unique, The Flat Earth Again, The Limits of Individual Plasticity e On Comparative Theology. L'opera rappresenta l'intuizione di Wells di qualcosa che ricorda un incipit sul principio di complementarità, la distinzione tra due punti di vista fondamentali, rivolti ai fenomeni, e in particolare verso la naturale percezione umana.
Il primo punto di vista a cui fa riferimento Wells è la prospettiva della visione umana rispetto alle grandezze astronomiche, quello che in seguito definisce l'assoluto punto di vista di percepire le cose a distanza; da questa prospettiva di spazio infinito l'uomo risulta essere infintesimale. In secondo luogo c'è anche un punto di vista da parte dell'uomo, facendo sì che tutto ciò che è presente nell'universo appaia in lontananza, poiché visto in relazione all'occhio umano. Entrambi i casi, cosmico e umano, presentano le proprie insidie. Il pericolo della visione cosmica è un disprezzo per quello che Wells definisce l'unico, l'individualità di tutti i fenomeni, mentre il pericolo della visione umana è il prestarsi troppo facilmente all'errore concettuale secondo cui tutto ciò che è nell'universo è stato creato per l'uomo e per i suoi bisogni, per cui l'uomo si viene a trovare al centro dell'universo e può considerarsi misura di tutte le cose (antropocentrismo).
Riconoscendo che ogni prospettiva può di per sé portare a distorsioni, Wells fa affidamento su entrambi, anche se il principale punto focale dei suoi scritti si spostano gradualmente dalla visione cosmica a quella umana. Nei suoi saggi e racconti prima di La macchina del tempo, e in larga misura nella stessa, il cosmico e il processo evolutivo dominano il suo campo visivo; anche se, in seguito all'accrescimento letterario di Wells, riparte senza la visione umana, perdendo di vista il grande universo in cui l'uomo si trova situato. Il corrispondente a questo cambiamento di messa a fuoco è una visione alterata delle prospettive per la specie umana, con la visione delle leggi della natura che eliminano ciò che l'uomo propone, lasciano spazio ad un'idea di evoluzione "artificiale". L'uomo prende coscienza del suo futuro plasmando il suo ambiente socio culturale, oltre il quale può esercitarne il controllo.
Il concetto prende forma dalla teoria di August Weismann, uno dei più acuti teorici dell'evoluzionismo e dell'ereditarietà. Accolse con entusiasmo le teorie di Charles Darwin, contribuendo alla loro diffusione e alla loro accettazione in Germania, contribuendo in maniera sostanziale con deduzioni personali, avvicinandosi e successivamente diventando la "guida" del movimento "neodarwinista" che negava in maniera categorica la trasmissibilità dei caratteri acquisiti. Un'evoluzione dettata della selezione, la cui azione avviene sulle variazioni individuali ereditarie, tutte esclusivamente di origine interna. L'azione che l'ambiente esercita sul corpo degli organismi, non si ripercuote sulle cellule riproduttive, annullando gli effetti dell'eredità e di conseguenza dell'evoluzione.

### Pensiero utopico

#### Lo Stato Mondiale
H. G. Wells era un forte sostenitore della creazione di uno stato mondiale, sostenendo che un tale stato avrebbe garantito la pace e la giustizia nel mondo. Nel suo saggio Anticipations of the Reaction of Mechanical and Scientific Progress upon Human Life and Thought noto più semplicemente come Anticipations (1900), Wells prevedeva che la grande regione urbana tra Chicago e l'Atlantico avrebbe unificato gli stati anglofoni, e questa unità tra le popolazioni di lingua inglese, quella che Wells definirà una "Nuova Repubblica che domina il mondo", entro il 2000 sarebbe diventata il mezzo con la quale la pace finale del mondo potrà essere assicurata per sempre. Essa sarà un nuovo Ercole sociale che strangolerà i serpenti della guerra e l'animosità nazionale nella sua culla. La Nuova Repubblica "sarà già in grado coscientemente e abbastanza liberamente di controllare gli affari generali dell'umanità prima che questo secolo si chiuda..." I suoi principi e le sue opinioni "devono necessariamente modellare e determinare quel futuro ancora più ampio di cui i prossimi cento anni sono solo la fase iniziale ". La Nuova Repubblica deve infine diventare uno "Stato-Mondo".

### Pensiero critico

#### Critica al sistema educativo
Nella sua autobiografia, Wells cerca di mostrare la tensione e la disorganizzazione delle organizzazioni educative delle civiltà artigianali a cavallo tra il XVII secolo e il XVIII secolo, che culminarono con la prima rivoluzione industriale, la quale portò ad un cambio di ritmo e di scala a causa delle invenzioni meccaniche. Secondo Wells la rivoluzione ha portato alla nascita delle strutture materiali per la nascita di un unico Stato mondiale moderno, ma tale evoluzione non trova riscontro nella struttura mentale correlata, trovandosi così ad avere i mezzi per il conseguimento ma nessuno in grado di usarli per arrivare alla meta desiderata. L'adattamento sociale e politico di fronte alla grande innovazione tecnologica si trascinò sempre più indietro rispetto a quell'avanzamento costante, portando il mondo nella metà del XVIII secolo al culmine di questa discordia. Esso non si limita solo al tradizionalismo della massa e delle scuole private, assolutamente inadeguate a far fronte alle richieste delle nuove occasioni, ma è rivolta a tutto il sistema organizzativo di formazione professionale, alle università, le accademie e così via, rimaste ancorate al periodo pre-rivoluzione.
Nel XIX secolo la disposizione parziale e riluttante all'adattamento da parte della società divenne sempre più operativa e produsse una struttura di istruzione elementare universale in tutta Europa, una grande diffusione di scuole tecniche e scuole secondarie, una crescita dei numeri sui titoli universitari esistenti e la fondazione di un gran numero di nuove università. Tale crescita colmava in una nascente apprensione non ancora completa con ciò che stava accadendo. Wells vive la crescita di quell'apprensione sentendosi parte integrante della stessa. La nascita di nuove università offriva, a detta di Wells, un adattamento più quantitativo che qualitativo: la necessità di una richiesta di educazione sempre più estesa venne percepita molto prima della necessità di un nuovo tipo di istruzione. Questo portò alla moltiplicazione di scuole e università, a scapito della loro modernizzazione. Il sistema dell'ordine educativo non si evolse, rimanendo più istruttivo che costruttivo, cioè un sistema conservatore che Wells ritiene rimanere una resistenza più che un aiuto alla crescente volontà creativa nell'uomo.
Wells afferma che questo portò alla grande richiesta delle nuove generazioni che cercavano un'illuminazione di ciò che erano, su ciò che gli stava accadendo e dove questa rivoluzione li stava portando, la risposta da parte di pedagoghi e i professori si rivelò essere antiquata e inutile. Essi rimasero lontani dal contatto di nuove conoscenze e nuove idee, trasmettendo la più nuda conoscenza e le idee più tristi e esauste alle nuove generazioni che cercavano ciecamente un nutrimento mentale imperfettamente concepito. La critica di Wells sul sistema educativo prosegue riflettendo su come fosse simbolico che ovunque le nuove università vestano di berretti e camicie e di edifici gotici applicando le votazioni con un sistema di gradi curricula medievali da parte di maestri e dottori agli studenti di una nuova epoca. Wells lamenta inoltre l'impossibilità di insegnare, almeno non proficuamente e con successo, o addirittura di esercitare qualsiasi professione, senza un diploma universitario che comprendesse grandi parti del vecchio apprendimento privilegiato. E per quanto, per mezzo del clamore esterno, soggetti come la scienza, fisica e la biologia fossero stati inseriti nei curricula, esse hanno subìto una curiosa standardizzazione e sterilizzazione nel processo.

## Punto di vista religioso
Come già descritto nella biografia, Wells cresce in un contesto famigliare di forte fervore religioso. La madre Sarah Neal impose da subito ai figli un'educazione protestante, mentre il padre, libero pensatore si limitò ad assecondare la moglie. Con la morte della sorella maggiore di Wells e la nascita di Herbert, la madre concentrò le proprie energie su quest'ultimo, considerato dalla donna il sostituto della sorella come bilanciamento divino. Nonostante la forte devozione e la forte fede, qualcosa in Sarah cambiò con la morte della figlia, si rivolgeva spesso in preghiera a Dio, sperando che si risolvessero i grossi problemi economici e gli altrettanto gravi problemi coniugali. Secondo Wells la morte della sorella cambiò completamente la vita della madre, incrinando la sua fede anche se la donna non se ne rese mai conto consciamente.
(H. G. Wells An Experiment in Autobiography, 1934)
Nonostante la forte matrice religiosa presente nella vita di Wells durante l'infanzia e l'adolescenza, lo scrittore non si sentirà mai vicino a Dio. Le iniziali considerazioni lo portarono ad avere timore dell'inferno considerando la possibilità dell'esistenza di Dio, nel tempo in cui credeva, come lui stesso afferma nella sua autobiografia, nella storia e nello schema di salvezza, per quanto potesse capirlo, proprio come c'era un tempo in cui credeva ci fosse un diavolo, ma non ci fu mai un momento in cui non detestò profondamente tutta la faccenda.
Questo periodo durò fino all'adolescenza di Wells (fino cioè all'età di undici o dodici anni): per dichiarazione stessa di Wells, la fede lo abbandonò in seguito a un sogno avuto dell'Inferno, così assurdo da far saltare fuori dalla sua mente per sempre quel concetto. Nel sogno, Wells vide un Dio particolarmente malvagio impegnato a imbastire un povero peccatore al supplizio della ruota. Il sogno è solo la trasposizione delle idee che maturavano nel giovane, portandolo a odiare Dio intensamente, concludendo che tutte le sue credenze fossero solo delle falsità.
Nasce in questa maniera l'idea che seguirà Wells per il resto della vita, e che condizionerà i suoi scritti e i suoi studi. Wells professa una sorta di amore per la maggior parte degli esseri viventi, non riuscendo a ricordare nessun momento della sua vita in cui abbia percepito la minima ombra di un'intesa o d'amore per una delle raffigurazioni della Santissima Trinità. La sua idea sulla religione si riduce quindi a considerarla un'accozzaglia di una miscellanea delle vecchie religioni sacrificali e consolatorie dei confusi e infelici cittadini, considerando le pratiche costitutive più rassicuranti per i cuori turbati prima che ci fosse qualche tentativo di saldarli in un credo mistico, manipolati dall'intelligenza ingannevole perpetuata per generazioni da teologi, reputando l'amore per Dio innaturale e irrazionale.
Le domande che Wells si pone da Wells senza trovare ovviamente riscontro sono dovute al semplice ragionamento sulle malvagità terrene, sulla guerra, sulla malattia, sull'ingiustizia sociale e ogni reale angoscia umana, conseguendo un fallimento, lasciando l'ignara vittima ingannata. L'idea su Gesù da parte di Wells, si rifà a un buon tipo di uomo, considerando il Messia ebraico una promessa di leadership, giudicandolo un'incoerente effigie di amabilità, un mostruoso ibrido di uomo e infinito, che fa vaghe promesse di utili miracoli per l'imbroglio di anime semplici, un aiuto sempre assente nei momenti di difficoltà.
Nonostante le nuove idee nascenti il giovane si sottoponeva comunque agli insegnamenti della madre, che si impegnò duramente per trasmettere le risposte impartite dal Catechismo della Chiesa inglese, imparandoli diligentemente ma trovandoli noiosi, ad esempio in un confronto con la stessa in merito al sacramento dell'eucaristia, facendosi beffa della situazione, e reputando improbabile la combinazione Pane e Vino proposta dalla dottrina, causando nella madre shock e perplessità e portandola a intercedere per lui agli occhi di Dio.

### Considerazioni di H. G. Wells su Joe Wells e Sarah Neil
Nella sua autobiografia, H. G. Wells ripercorre la vita di entrambi i genitori, dedicando molto spazio all'interno dell'opera, ad entrambi infatti è dedicato un intero capitolo dove H. G. approfondisce i sogni, le preoccupazioni e uno spaccato di vita di entrambi. La continua ricerca da parte del padre di un'elevazione sociale che permetterebbe alla famiglia un maggior benessere, la difficoltà nel prendere ordini, che gli costerà il posto di lavoro a Trentham, e la continua ricerca di un riscatto culturale, Wells descrive una serie di fallimenti del padre che lasciano a quest'ultimo l'amaro in bocca, con lo svilupparsi di idee estreme come l'incolpare la sorte per le mancate occasioni a Redleaf o l'idea che si presenterà più volte nella vita di Joe di emigrare in cerca di fortuna, un carattere in netta contrapposizione con quello descritto della madre, descritta come ingenua e timorata di Dio, non ha alcuna aspirazione, se non quella di restare al suo posto, svolgendo il suo lavoro, senza porsi domande sulla vita, ma vedendo la stessa come un disegno più grande e incomprensibile.
H. G. continua le sue considerazioni affermando che Sarah era stata addestrata come cameriera di una signora e non come casalinga non credendo che avesse la flessibilità mentale per passare a nuove occasioni. Era quel tipo di donna che è una cuoca incorreggibilmente cattiva. Per natura e per educazione, apparteneva a quella classe media di dipendenti che occupava situazioni, svolgeva mansioni rigorosamente definite, dava o mancava di dare soddisfazione e non aveva affatto idee al di fuori di quella dipendenza. Persone di quella qualità risparmiate per un giorno di pioggia ma erano senza la minima traccia di capacità produttive o acquisitive primarie lo era in tutta innocenza, ma la percezione di H. G. fu che suo padre avrebbe potuto avere un aiutante più efficiente nella lotta per la vita, come avveniva nel XIX secolo individualista ma condivideva la sua incapacità di ottenere e detenere le cose 
Wells reputava entrambi innocenti economici fatti da e per un ordine sociale, uno schema di cose, che stava cadendo a pezzi tutto su di loro. E in cerca di stabilità in un mondo che si stava già aprendo verso l'avventura, si gettarono in quel buco insanitario che avevo già descritto, nel quale ero nato, e dal quale non erano riusciti a scappare per ventiquattro anni tristi.

## Albero genealogico
|                                                    |                                                    |                                           |                                           |                                                               |                                                               |                                                                |                                                                |                                                       |                    |                           |                           |                             |                                                                        |                                                                        |                             | | |                      |                            |                            |
|                                                    |                                                    |                                           |                                           |                                                               |                                                               |                                                                |                                                                | Edward Wells *1765 †1831 ⚭ Mary Scott *1764 †1815     |                    |                           |                           |                             |                                                                        |                                                                        |                             | | |                      |                            |                            |
|                                                    |                                                    |                                           |                                           |                                                               |                                                               |                                                                |                                                                |                                                       |                    |                           |                           |                             |                                                                        |                                                                        |                             | | |                      |                            |                            |
|                                                    |                                                    |                                           |                                           |                                                               |                                                               |                                                                |                                                                |                                                       |                    |                           |                           |                             |                                                                        |                                                                        |                             | | |                      |                            |                            |
|                                                    |                                                    |                                           |                                           |                                                               |                                                               |                                                                |                                                                | Joseph *1793 †1859 ⚭ Elizabeth Broomfield *1794 †1859 |                    |                           |                           |                             |                                                                        |                                                                        |                             | | |                      |                            |                            |
|                                                    |                                                    |                                           |                                           |                                                               |                                                               |                                                                |                                                                |                                                       |                    |                           |                           |                             |                                                                        |                                                                        |                             | | |                      |                            |                            |
|                                                    |                                                    |                                           |                                           |                                                               |                                                               |                                                                |                                                                |                                                       |                    |                           |                           |                             |                                                                        |                                                                        |                             | | |                      |                            |                            |
| Charles Edward *1818 †1891 ⚭ Ann Stephens *1814 †? | Charles Edward *1818 †1891 ⚭ Ann Stephens *1814 †? | William *1820 †1881 ⚭ Mary Candy *1836 †? | William *1820 †1881 ⚭ Mary Candy *1836 †? | Henry *1821 †?                                                | Henry *1821 †?                                                | Lucy *1824 †1910 ⚭ Martin Cottingham Clodd *1827 †1879         | Lucy *1824 †1910 ⚭ Martin Cottingham Clodd *1827 †1879         |                                                       | Joseph *1825 †1826 | Joseph *1825 †1826        |                           |                             | Joseph *1828 †1910 ⚭ Sarah Neal *1822 †1905                            | Joseph *1828 †1910 ⚭ Sarah Neal *1822 †1905                            | Elizabeth *1831 †1882       | Elizabeth *1831 †1882 | Hannah *1837 †? | Hannah *1837 †?      |                            |                            |
|                                                    |                                                    |                                           |                                           |                                                               |                                                               |                                                                |                                                                |                                                       |                    |                           |                           |                             |                                                                        |                                                                        |                             | | |                      |                            |                            |
|                                                    |                                                    |                                           |                                           |                                                               |                                                               |                                                                |                                                                |                                                       |                    |                           |                           |                             |                                                                        |                                                                        |                             | | |                      |                            |                            |
| Mary Ann Wells *1847 †?                            | Mary Ann Wells *1847 †?                            | Isabel Mary Wells *1866 †?                | Isabel Mary Wells *1866 †?                | Frances Lucy *1853 †1923 ⚭ John Hatt Noble Graham *1837 †1926 | Frances Lucy *1853 †1923 ⚭ John Hatt Noble Graham *1837 †1926 | Julia Cecilia *1859 †1890 ⚭ Charles Edward Hewlett *1857 †1881 | Julia Cecilia *1859 †1890 ⚭ Charles Edward Hewlett *1857 †1881 | altri 8 figli                                         | altri 8 figli      | Frances Sarah *1855 †1864 | Frances Sarah *1855 †1864 | Francis Charles *1857 †1933 | Francis Charles *1857 †1933                                            | Frederik Joseph *1852 †1964                                            | Frederik Joseph *1852 †1964 | H. G. Wells *1866 †1946 1 ⚭ Isabel Mary Wells *1866 †? 2 ⚭ Amy Catherine (Jane) Robbins *1873 †1927 3 conviv. Ambra Reeves *1887 †1981 4 conviv. Rebecca West *1892 †1983 | H. G. Wells *1866 †1946 1 ⚭ Isabel Mary Wells *1866 †? 2 ⚭ Amy Catherine (Jane) Robbins *1873 †1927 3 conviv. Ambra Reeves *1887 †1981 4 conviv. Rebecca West *1892 †1983 |                      |                            |                            |
|                                                    |                                                    |                                           |                                           |                                                               |                                                               |                                                                |                                                                |                                                       |                    |                           |                           |                             |                                                                        |                                                                        |                             | | |                      |                            |                            |
|                                                    |                                                    |                                           |                                           |                                                               |                                                               |                                                                |                                                                |                                                       |                    |                           |                           |                             |                                                                        |                                                                        |                             | | |                      |                            |                            |
|                                                    |                                                    |                                           |                                           |                                                               |                                                               |                                                                |                                                                |                                                       |                    |                           |                           |                             | 2 George Philip "Gip" *1901 †1985 ⚭ Marjorie Stewart Craig *1901 †1962 | 2 George Philip "Gip" *1901 †1985 ⚭ Marjorie Stewart Craig *1901 †1962 | 2 Francis Richard *1903 †?  | 2 Francis Richard *1903 †? | 3 Anne Jane *1909 †? | 3 Anne Jane *1909 †? | 4 Anthony West *1914 †1987 | 4 Anthony West *1914 †1987 |

## Omaggi
- Gli è stato dedicato il cratere H. G. Wells sulla Luna nel 1970[175] e un cratere correlato denominato H. G. Wells X nel 2006[176].

## Influenza culturale
Wells è considerato insieme a Verne uno dei padri del romanzo scientifico precursore della fantascienza, in quanto riuscì a realizzare una felice fusione tra le atmosfere fantastiche e il pensiero scientifico. Le sue opere, sebbene debbano molto al tema scientifico e fantastico, sono in realtà un solido strumento di analisi sociale e morale: da ciascun romanzo traspare la convinzione secondo cui la scienza debba essere funzionale a un progresso effettivamente benefico e che l'uomo debba risultare sempre e comunque in grado di controllare le forze da lui create.
Descrisse con decenni di anticipo lo scoppio della seconda guerra mondiale e la bomba atomica.
Tra i romanzi da lui scritti, moltissimi sono considerati dei veri punti fermi nella narrativa fantascientifica: tra questi L'isola del dottor Moreau, L'uomo invisibile e il fortunatissimo La macchina del tempo (1895). Da La guerra dei mondi fu tratto un dramma radiofonico omonimo interpretato da Orson Welles come una radiocronaca. Il giorno successivo la trasmissione, diverse testate giornalistiche pubblicarono articoli su come il programma aveva generato panico e psicosi di massa tra i cittadini americani provocando vere e proprie fughe sulle colline e narrando di famiglie barricate nelle loro case. Gli articoli gonfiarono enormemente ciò che era realmente successo durante la diretta di Welles, contribuendo così alla diffusione della notizia sulle conseguenze negative che lo “scherzo” della CBS ebbe sugli spettatori. I resoconti dei giornali raggiunsero davvero gran parte dei cittadini americani permettendo alla trasmissione di ottenere una vastissima notorietà mediatica tra la popolazione, portando sia l’emittente radiofonica sia il futuro regista in comune accordo a sfruttare la fama derivata dalla falsa notizia amplificando ancora di più i racconti sullo scompiglio causato. Ciò permise di generare una vera e propria leggenda sullo scherzo di Halloween di Welles alla radio, contribuendo alla sua entrata nel folclore e conosciuta in tutto il mondo. Nella realtà, le analisi della vicenda negli anni successivi, dimostrarono che il programma fosse molto lontano dall’aver ottenuto la risonanza mediatica che gli veniva attribuita.

### Nei media
- L'adattamento radiofonico de La guerra dei mondi da parte di Orson Welles (1938) fu un celebre sceneggiato radiofonico trasmesso il 30 ottobre 1938 negli Stati Uniti dalla CBS e interpretato da Orson Welles, tratto dall'omonimo romanzo di fantascienza di Herbert George Wells.
Molti radioascoltatori, malgrado gli avvisi trasmessi prima e dopo il programma, non si accorsero che si trattava di una finzione, credendo che stesse veramente avvenendo uno sbarco di extraterrestri ostili nel territorio americano[181]. L'adattamento del romanzo, infatti, simulava un notiziario speciale che a tratti si inseriva sopra gli altri programmi del palinsesto radiofonico per fornire aggiornamenti sull'atterraggio di bellicose astronavi marziane nella località di Grovers Mill, nel New Jersey.
Il giorno successivo la trasmissione, diverse testate giornalistiche pubblicarono articoli su come il programma aveva generato panico e psicosi di massa tra i cittadini americani provocando vere e proprie fughe sulle colline e narrando di famiglie barricate nelle loro case. Gli articoli gonfiarono enormemente ciò che era realmente successo durante la diretta di Welles, contribuendo così alla diffusione della notizia sulle conseguenze negative che lo “scherzo” della CBS ebbe sugli spettatori. I resoconti dei giornali raggiunsero davvero gran parte dei cittadini americani permettendo alla trasmissione di ottenere una vastissima notorietà mediatica tra la popolazione, portando sia l’emittente radiofonica sia il futuro regista in comune accordo a sfruttare la fama derivata dalla falsa notizia amplificando ancora di più i racconti sullo scompiglio causato. Ciò permise di generare una vera e propria leggenda sullo scherzo di Halloween di Welles alla radio, contribuendo alla sua entrata nel folklore e conosciuta in tutto il mondo. Nella realtà, le analisi della vicenda negli anni successivi, dimostrarono che il programma fosse molto lontano dall'aver ottenuto la risonanza mediatica che gli veniva attribuita.[179][182]
- L'attore Malcolm McDowell impersona H. G. Wells nel film L'uomo venuto dall'impossibile (1979), dove H. G. Wells si trova a rincorrere nel futuro (proprio nel 1979) addirittura Jack lo squartatore fuggito dalla Londra vittoriana del 1893, epoca nella quale lo scienziato aveva costruito la sua macchina del tempo.
- H. G. Wells appare come personaggio secondario in cinque episodi della serie televisiva Lois & Clark - Le nuove avventure di Superman, in cui è interpretato da giovane da Terry Kiser e da anziano da Hamilton Camp. Qui lo scrittore visita il futuro e fornisce inavvertitamente a un criminale di nome Tempus la possibilità di viaggiare nel tempo, arrivando quasi a uccidere Superman da bambino, appena arrivato sulla Terra da Krypton. La sua macchina del tempo, in uno dei successivi episodi, si dimostra addirittura in grado di viaggiare tra gli universi paralleli.
- H. G. Wells compare anche come scienziato in una serie a fumetti della Sergio Bonelli Editore, Dylan Dog, il nome è un chiaro riferimento allo scrittore, nonostante nel fumetto sia sottolineato che Lord H.G. Wells è solo un omonimo del famoso scrittore inglese, mentre il suo approccio è modellato sull'attore David Niven.[183][184][185] Inoltre la sua figura viene utilizzata in alcuni episodi della serie Martin Mystère della stessa casa editrice.
- Nella serie americana Warehouse 13 viene celebrato il personaggio di H. G. Wells, che però nella serie si rivela essere una donna, geniale inventore ed ex custode del "Magazzino" del titolo (warehouse, in inglese).
- Wells è il protagonista del romanzo di Félix J. Palma La mappa del tempo, in cui lo scrittore è un viaggiatore del tempo, e del seguito, La mappa del cielo, la cui trama è ispirata alla Guerra dei mondi.
- È uno dei comprimari del romanzo fantascientifico ucronico Londra tra le fiamme (Flaming London, 2006) dello scrittore statunitense Joe R. Lansdale, in cui ricopre il ruolo di scienziato oltre che di scrittore.
- Egli compare nella serie televisiva DC's Legends of Tomorrow nell'episodio 11 della prima stagione. Wells è malato di tubercolosi, malattia ancora non scoperta e curabile nel 1871, ma il professor Stein lo salva con cure future.
- H.G. Wells è anche co-protagonista di uno degli episodi della serie britannica Doctor Who: in "Tunnel Temporale" (orig. "Timelash"), il Dottore (interpretato da Colin Baker) finisce a casa del giovane, che viaggerà con lui e la sua companion Peri fino alla fine dell'avventura.
- Compare nella serie televisiva canadese I misteri di Murdoch, nell'episodio 8 della terza stagione, in qualità di sostenitore dell'eugenetica.

## Opere

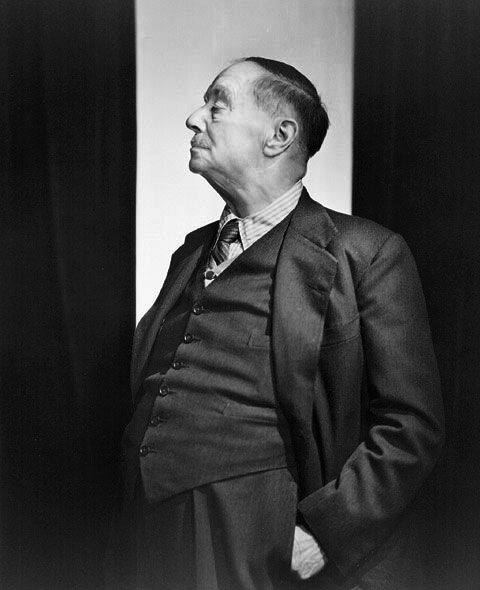
Herbert George Wells nel 1943

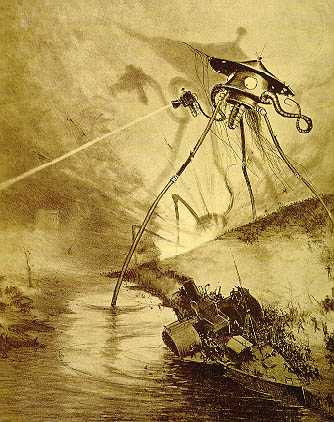
Illustrazione per l'edizione francese del 1906 de La guerra dei mondi

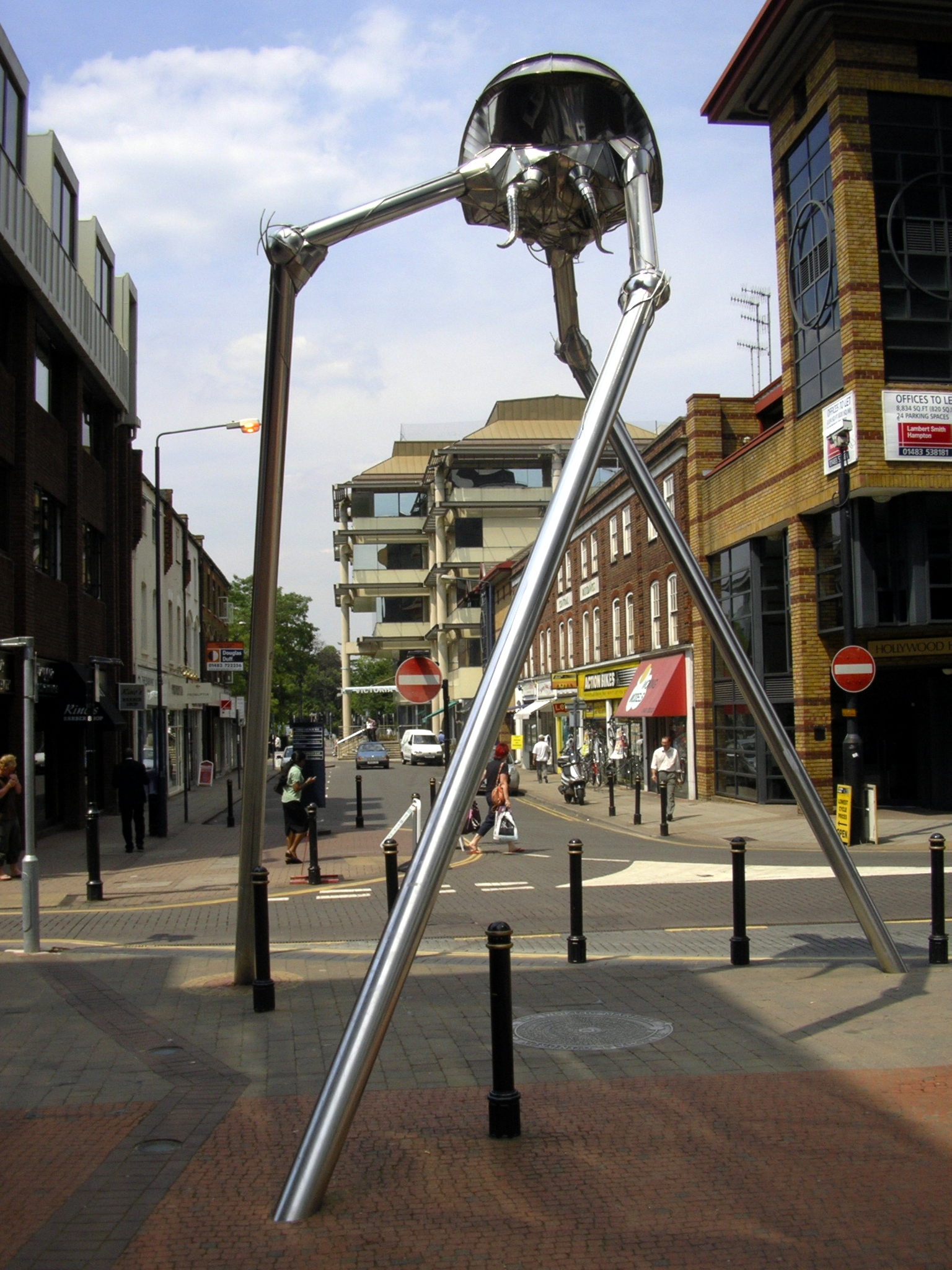
Un tripode alieno ispirato a La guerra dei mondi in una scultura a Woking, nel Surrey

## Filmografia
La filmografia di H. G. Wells è vastissima, essendo l'autore di alcune delle opere fondamentali della fantascienza, è ricordato come uno degli iniziatori di tale genere narrativo.

### Annotazioni
1. ↑  All'inizio del XIX secolo, nella tenuta di Uppark, il baronetto di Fetherstonhaugh era Sir Harry, un intimo amico del Principe Reggente che fu in seguito Giorgio IV. Sir Harry era un grande seduttore di ragazze, miserabili, affittuari, cantanti e cameriere, poverissime, secondo la moda del tempo. Una delle prime amanti fu la giovane avventuriera Emma Hamilton, Emma era una ragazza piuttosto spregiudicata ed aveva raggiunto precocemente la maturità (anche sessuale).[51] Infatti, nel 1780, all'età di quindici anni, ebbe una figlia da un suo "benefattore". Alla bimba fu dato il nome di Emma Carew e venne allevata da sua nonna nel Galles.[52] Da giovane, Emma Carew riceveva frequenti visite da parte della madre, la quale in seguito rifiutò di vederla.[53] A diciannove anni divenne l'amante di Charles Francis Greville (1749-1809), figlio di Francis Greville primo conte di Warwick, nonché nipote del suo futuro sposo sir William Hamilton. Greville era profondamente innamorato di lei, e la fece posare più volte per un suo amico, il pittore George Romney. Da Greville, Emma ebbe tre figli (mai riconosciuti) e, grazie a questa relazione, ella cominciò a ricevere un'istruzione adeguata e a frequentare l'alta società londinese del tempo.[54].
Nei suoi anni di declino, Sir Harry fu colpito dal desiderio per una cameriera, Frances Bullock, e dopo un'intensa ricerca e una resistenza virtuosa, valenti lotte sulle scale sul retro e accese discussioni, la sposò. Non è seguita alcuna prole. Portò la sorella minore con sé a casa e ingaggiò una governante, la signorina Sutherland, per accompagnarla ed è stato dopo la morte di Sir Harry che la madre di Wells è diventata domestica della giovane signorina Bullock.[55]
2. ↑  William Burton (1862-1941), è stato un chimico ceramico. Burton e Wells si sono incontrati come studenti a South Kensington, entrambi attivi nella Debating Society e nel Science Schools Journal. Nel 1888, durante una convalescenza dopo una serie di emorragie, Wells trascorse tre mesi a Stoke-on-Trent, come ospite di Burton e sua moglie. Burton divenne amministratore delegato della società Tile and Pottery di Pilkington, Manchester, ritirandosi per motivi di salute nel 1915. Lui e Wells mantennero un'amicizia per tutta la vita.[67]
3. ↑  Creatore di un sistema di insegnamento per corrispondenza, in gran parte in connessione con l'esame per lauree dell'Università di Londra che ha ottenuto il maggior successo. Nel corso degli anni tra il 1883 e il 1887 quando fu impegnato presso il St. Benedict's College a Fort Augustus in Scozia, fu inauguratore e promotore di questo sistema di insegnamento e nell'ultimo anno si trasferì a Cambridge, dove costituì il suo quartiere generale e iniziò la sua nuova avventura sotto il nome di University Correspondence College.

Fondò successivamente la University Tutorial College, organizzazione di classi per gli istruttori del sistema a Londra. Era stato studente presso il Yorkshire College, Università di Leeds, entrando nel 1888 al Jesus College, ha ottenuto la laurea in matematica nel 1890 e quella in legge nel 1891, e sarà premiato successivamente con la laurea di Dottorato in legge per il suo lavoro sulle leggi sul diritto d'autore, lo schema delle lezioni prosperò molto e in connessione con esso iniziò la preparazione e la pubblicazione di molti libri di testo che si svilupparono nella University Correspondence College Tutorial Series. Morì il 19 giugno 1931 [79]
4. ↑  Fondata nel 1887 da William Briggs come supporto per gli studenti dell'Università di Londra [80] oltre a H. G. Wells, annovera tra i suoi membri Ernest Weekley il quale ha iniziato la sua carriera accademica come tutor a Cambridge [81]

Le sue pubblicità sull'Education Times e sul Journal of the College of Preceptors nel 1909 sostenevano che circa 100 studenti all'anno negli ultimi 9 anni avevano superato l'immatricolazione all'università di Londra; preparò anche gli studenti per il College of Preceptors e per l'esame di ammissione alla City and Guilds of London Institute.[82]
Nel 1911 la sede al 32 Red Lion Square, aveva allora grandi laboratori scientifici che venivano utilizzati per insegnare tutto l'anno [83] stava ancora pubblicizzando i suoi corsi in preparazione per l'Università di Londra e altri esami di ammissione professionali nel 1941 [84]

Era ancora pubblicizzata al 103 Great Russell Street nel 1985 [85][86]
5. ↑  Arthur Thomas Simmons alias Tommy (1865-1921) è stato un editore. Simmons e Wells si conobbero da studenti a South Kensington e divennero in seguito intimi amici, entrambi assunsero un ruolo attivo nella Debating Society[99] partecipando alle riunioni socialiste. I due tennero una regolare corrispondenza, e con la pubblicazione delle prime opere dello scrittore, Simmons si appassionò agli scritti di Wells. È stato autore di numerosi libri di testo ed è stato per molti anni editore di School World. Dopo la morte di Simmons, Wells e Sir Richard Arman Gregory aiutarono la sua famiglia con assistenza finanziaria. La descrizione della morte del vecchio amico è rappresentata nel personaggio di Barnstaple in Men Like Gods (capitolo 7, sezione 3) che riflette la reazione di Wells e Arman alla morte di Simmons.[67]
6. ↑  La fantascienza in Europa inizia propriamente alla fine del XIX secolo con il romanzo scientifico (scientific romance), di cui un esponente di spicco fu Jules Verne (1828–1905), per il quale la scienza era piuttosto sul livello dell'invenzione, come pure le storie di critica sociale orientate alla scienza di H. G. Wells (1866–1946)Brian Stableford, in The Science Romance in Britain: 1890-1950, ha dimostrato che i primi scrittori britannici di fantascienza che usavano questo termine differivano per vari aspetti dagli autori americani del tempo. Gli scrittori britannici, prima di tutto, tendevano a minimizzare il ruolo degli "eroi" individuali, assumendo una "prospettiva evoluzionistica" e una visione tetra del futuro, mostrando scarso interesse nello spazio visto come nuova frontiera. A proposito degli "eroi", molti romanzi di H. G. Wells hanno un protagonista anonimo e, spesso, impotente di fronte alle forze della natura. La prospettiva evoluzionistica può essere intravista nelle storie che coinvolgono lunghi periodi di tempo; due esempi sono La macchina del tempo di Wells e Il costruttore di stelle (Star Maker, 1937) di Olaf Stapledon. Anche nei romanzi scientifici che non coinvolgono ampi archi temporali, la domanda che ci si pone è se l'umanità sia soltanto un'altra specie schiava di pressioni evolutive che si sono spesso manifestate, come si può vedere in alcune parti di The Hampdenshire Wonder di J. D. Beresford e diverse opere di Sidney Wright. A proposito dello spazio, nella Trilogia dello spazio C. S. Lewis sostiene che "fintanto che l'umanità resterà imperfetta e peccaminosa, la nostra esplorazione di altri pianeti farà più danni che bene". La maggior parte degli autori del romanzo scientifico non dimostrano comunque sufficiente interesse per l'argomento.

Si può notare come in molte delle opere di tutti gli autori già citati l'umanità risulta condannata, o a causa del peccato originale o, assai più spesso, a causa di fattori biologici che ci riguardano fin dai più antichi progenitori scimmieschi.[1][2][3][4][96][145][146][147]
7. ↑  Queste date comprendono quasi tutto il giornalismo scientifico di Wells con pochissime eccezioni, i pezzi giornalistici Wells pubblicati dopo il 1898 hanno poco a che fare con la scienza di per sé.[150][151][152]

### Fonti
1. 1 2 3   Riccardo Valla, Le Origini Della Fantascienza (Prima parte), su carmillaonline.com. URL consultato il 13 febbraio 2013 (archiviato dall'url originale il 22 ottobre 2012).
2. 1 2 3   Bernard Bergonzi, The early H. G. Wells. A study of the scientiftc romances, Manchester, Manchester University Press, 1961.
3. 1 2 3  (EN) John Clute, David Langford e Peter Nicholls (a cura di), Jules Verne, in The Encyclopedia of Science Fiction, IV edizione online, 2021. Ultimo accesso 25 maggio 2012
4. 1 2 3   Mark R. Hillegas, The Future as Nightmare. H.G. Wells and the Anti-Utopians, New York, Oxford University Press, 1967.
5. ↑  (EN) H.G. Wells: The Father of Science Fiction, su ool.co.uk. URL consultato il 12 maggio 2019.
6. ↑  (EN) Adam Charles Roberts, The History of Science Fiction, in Science Fiction, Routledge, 2000,  p. 48, ISBN 0-415-19204-8.
7. ↑  (EN) Mark Richard Siegel, Hugo Gernsback, Father of Modern Science Fiction: With Essays on Frank Herbert and Bram Stoker, Borgo Pr, 1988, ISBN 0-89370-174-2.
8. 1 2   Science Fiction, in Encarta Online Encyclopedia, Microsoft, 2006. URL consultato il 17 gennaio 2007 (archiviato dall'url originale il 1º novembre 2009).
9. 1 2   Utopia - Herbert George Wells, su itsosgadda.it. URL consultato il 9 novembre 2021 (archiviato dall'url originale il 13 aprile 2013).
10. ↑  (EN) H. G. Wells, The War in the Air, 10 agosto 2008. URL consultato il 12 maggio 2019.
11. ↑  (EN) The War in the Air. URL consultato il 12 maggio 2019.
12. ↑  (EN) Airmined - Airpower and British Society 1908-1941, su airminded.org. URL consultato il 12 maggio 2019.
13. ↑  (EN) H. G. Wells e Malcolm Farmer, The Land Ironclads, 12 luglio 2006. URL consultato il 12 maggio 2019 (archiviato il 19 agosto 2017).
14. ↑  (EN) H. G. Wells, The Land Ironclads (PDF). URL consultato il 12 maggio 2019.
15. ↑  (EN) H. G. Wells, The First Men in the Moon. URL consultato il 12 maggio 2019.
16. ↑  (EN) David Maddox, Sf - site The First Men in the Moon, su sfsite.com. URL consultato il 12 maggio 2019.
17. ↑  (EN) H. G. Wells e David Widger, The First Men in the Moon. URL consultato il 12 maggio 2019.
18. ↑  (EN) David Seed, H.G. Wells and the Liberating Atom, in Science Fiction Studies, vol. 30, n. 1, SF-TH Inc, marzo 2003,  pp. 33-48.
19. ↑  (EN) Was HG Wells the first to think of the atom bomb?, su bbc.com, 4 luglio 2005. URL consultato il 12 maggio 2019.
20. ↑  (EN) H.G. Wells, "The World Set Free", su atomicheritage.org. URL consultato il 12 maggio 2019.
21. ↑  (EN) HG Wells: A visionary who should be remembered for his social predictions, not just his scientific ones, The Independent, 9 ottobre 2017. URL consultato il 12 maggio 2019.
22. ↑  (EN) Simon John James, HG Wells made a series of utopian predictions 100 years ago and was right about nearly all of them, su qz.com, 26 ottobre 2016. URL consultato il 12 maggio 2019.
23. 1 2  Experiment in Autobiography, capitolo 2 - Collapse into Literary Journalism (1893-94) p. 309.
24. ↑  (EN) Simon J. James, Science journals: The worlds of H. G. Wells - Simon J. James looks back at the richly varied contribution of the science-fiction writer and science popularizer, vol. 537, Nature, 8 settembre 2016,  pp. 162-164. URL consultato il 19 maggio 2019.
25. ↑  (EN) Genie Babb, Utopian studies - H. G. Wells in "Nature," 1893-1946: A Reception Reader (review), vol. 21, n. 1, Penn State University Press, 2010. URL consultato il 19 maggio 2019.
26. ↑  The History of Mr Polly, 1910
27. ↑  Ann Veronica, 1909
28. ↑  (EN) WELLS PORTRAYS THE NEW WOMAN - In "Ann Veronica" the Novelist Tells the Story of a Suffragette Who Went to Jail, in New York Times. URL consultato il 31 marzo 2009 (archiviato dall'url originale il 19 febbraio 2014).
29. ↑  (EN) Max Saunders, Self Impression: Life-Writing, Autobiografiction, and the Forms of Modern Literature, Oxford Univ Pr on Demand, 18 giugno 2010, ISBN 978-0-19-957976-1. URL consultato il 7 ottobre 2014.
30. 1 2  (EN) H.G. Wells, Modern Utopia, Gregory Claeys, Patrick Parrinder, Penguin Classics, 2005  [1905], ISBN 978-0-14-144112-2.
31. 1 2 3 4  (EN) H. G. Wells - Early Life, su greatvalueonlinebooks.com. URL consultato il 22 febbraio 2013.
32. ↑  (EN) Charles R. Keller II, Biography for H. G. Wells - IMDb, su imdb.com. URL consultato il 22 febbraio 2013.
33. ↑  (EN) Spartacus Educational - H. G. Wells - Biography, su spartacus.schoolnet.co.uk. URL consultato il 22 febbraio 2013 (archiviato dall'url originale il 3 marzo 2013).
34. 1 2 3  (EN) London, England, Marriages and Banns, 1754-1921, su genealogy.soane.net. URL consultato il 9 novembre 2021 (archiviato dall'url originale il 13 aprile 2013).
35. 1 2 3 4 5  (EN) Shelfari - H. G. Wells, su shelfari.com. URL consultato il 22 febbraio 2013.
36. ↑  (EN) The time machine - Author biography, su enotes.com. URL consultato il 22 febbraio 2013 (archiviato dall'url originale il 20 marzo 2012).
37. 1 2  (EN) John S. Partignon, The Well Circle, in An H.G. Wells Chronology-Author Chronologies Series, Springer, 1999, ISBN 978-0-230-39002-7. URL consultato il 7 maggio 2019.
38. ↑  Experiment in Autobiography, capitolo 2 - Sarah Neal (1822-1905) p. 25.
39. ↑  Experiment in Autobiography, capitolo 2 - Sarah Neal (1822-1905) p. 26.
40. ↑  (EN) H.G.Wells, su famousauthors.org. URL consultato il 27 novembre 2012.
41. ↑  (EN) Patrick Parrinder, Oxford Dictionary of National Biography, su oxforddnb.com. URL consultato il 27 novembre 2012.
42. 1 2 3 4 5 6 7 8 9 10 11 12 13 14 15 16 17 18 19 20 21  (EN) H.G. Wells, Experiment in Autobiography - Discoveries and Conclusions of a Very Ordinary Brain (Since 1866), Iª ed., Londra, Victor Gollancz Ltd, settembre 1934,  p. 840. URL consultato il 22 febbraio 2013.
43. 1 2 3  Experiment in Autobiography, capitolo 2 - Up Park and Joseph Wells (1827-1910) p. 40.
44. ↑  (EN) Keith Ferrell, The Proper Order of Society, in H.G. Wells: First Citizen of the Future, Rowman & Littlefield, 24 mar 2014, ISBN 978-1-59077-357-4. URL consultato il 7 maggio 2019.
45. 1 2 3 4  (EN) David C. Smith, H.G. Wells: Desperately mortal. A biography., University Press, New Haven and London, 1986, ISBN 0-300-03672-8.
46. ↑  Experiment in Autobiography, capitolo 6 - Sarah Wells at Atlas House (1855-1880) p. 43.
47. 1 2 3  Experiment in Autobiography, capitolo 6 - Sarah Wells at Atlas House (1855-1880) p. 44.
48. ↑  Experiment in Autobiography, capitolo 6 - Sarah Wells at Atlas House (1855-1880) p. 52.
49. 1 2 3 4   Goffrey H. Wells, The Works of H. G. Wells, Londra, Routledge, 1925,  p. XVI, ISBN 0-86012-096-1.
50. ↑  Experiment in Autobiography, capitolo 2 - Up Park and Joseph Wells (1827-1910) p. 34.
51. ↑  Sichel (c. 1910), p. 24.
52. ↑  Pocok 1982, p. 307.
53. ↑  Solmi (1982), p. 307.
54. ↑  Per i figli avuti con Greville, si vedano Pistolesi 1836, p. 45, nonché Encyclopédie, p. 425. Per l'istruzione di Emma grazie a Greville, si veda Chack (2001), p. 38.
55. ↑  Experiment in Autobiography, capitolo 2 - Up Park and Joseph Wells (1827-1910) p. 33.
56. 1 2  Experiment in Autobiography, capitolo 6 - The University Correspondence College (1890-1893) p. 280.
57. 1 2  (EN) John Partington, H. G. Wells's Eugenic Thinking 1892-1944, su academia.edu. URL consultato il 23 febbraio 2013.
58. ↑  (EN) Ann Mozley, Australian Dictionary of Biography - Thomas Henry Huxley (1825-1895), su adb.anu.edu.au. URL consultato il 14 febbraio 2013.
59. 1 2   Manuele Bellini, 14, in L'Orrore nelle arti. Prospettive estetiche sull'immaginazione del limite, ScriptaWeb, ISBN 978-88-89543-66-5.
60. 1 2 3 4 5   Fernando Ferrara, Presentazione, in Avventure di fantascienza, 4ª ed., Milano, Mursia, 2011  [1966],  p. 619.
61. 1 2  (EN) Year 33 – 1893: Text-Book of Biology by H. G. Wells [collegamento interrotto], su libraries.mit.edu. URL consultato il 23 febbraio 2013.
62. ↑  (EN) N. & J. MacKenzie, H. G. Wells: A Biography, New York, Simon & Schuster, 1973,  p. 487, ISBN 978-0-671-21520-0.
63. ↑  (EN) H. G. Wells Kidney (PDF), su wrightastrology.com. URL consultato il 24 febbraio 2013.
64. ↑   H. G. Wells, La macchina del tempo (PDF), traduzione di Rossana De Michele, Biblioteca Universale Rizzoli, maggio 1959,  p. 2. URL consultato il 1º marzo 2017 (archiviato dall'url originale il 21 settembre 2014).
«Al termine dei corsi si recò a insegnare in una scuola di Holt, nel Galles settentrionale; ma un incidente occorsogli durante una partita di calcio - e che lo rese inabile per anni - lo riportò a Londra nel luglio dell'88. All'inizio dell'89 entrò a far parte del carpo insegnante della Henley House School, a Kilburn»
65. ↑  (EN) The Nobel Prize in Physiology or Medicine 1905 Robert Koch - Biography, su nobelprize.org. URL consultato il 23 febbraio 2013.
66. ↑  (EN) Physiology or Medicine 1901-1921, Amsterdam, Elsevier Publishing Company, 1967.
67. 1 2 3  (EN) The Wells Circle (PDF), su link.springer.com. URL consultato il 13 maggio 2019.
68. ↑  Experiment in Autobiography, capitolo 6 - Blood in the Sputum (1887) p. 248.
69. ↑  Experiment in Autobiography, capitolo 6 - Blood in the Sputum (1887) p. 249.
70. ↑  (EN) H. G. Wells writer stayed in this house during the year 1888, su openplaques.org. URL consultato il 13 maggio 2019.
71. ↑   John R. Hammond, A Preface to H G Wells, Routledge, 22 giugno 2014, ISBN 978-1-317-87701-1.
72. ↑  (EN) England - Economy, su britannica.com. URL consultato il 13 maggio 2019.
73. ↑  Experiment in Autobiography, capitolo 6 - Blood in the Sputum (1887) p. 254.
74. ↑  (EN) The Cone, su online-literature.com. URL consultato il 13 maggio 2019.
75. 1 2  (EN) A.A. MILNE (1882-1956) - The Creator of Winnie the Pooh (And Tigger Too!), su oocities.org. URL consultato il 1º marzo 2013.
76. ↑  (EN) Viscount Northcliffe, Henley House School - From Anecdotes about Nineteen Century Authors, su ourcivilisation.com. URL consultato il 1º marzo 2013.
77. 1 2 3  Experiment in Autobiography, capitolo 6 - The University Correspondence College (1890-1893) p. 10.
78. 1 2 3 4  Experiment in Autobiography, capitolo 6 - The University Correspondence College (1890-1893) p. 276.
79. ↑  (EN) Obituary Notices: Fellows:- Briggs, William, su adsabs.harvard.edu. URL consultato il 6 maggio 2019.
80. ↑  (EN) Alan Tait, Reflections on Student Support in Open and Distance Learning n.1 (PDF), vol. 4, International Review of Research in Open and Distance Learning n.1, 1º aprile 2003, ISSN 1492-3831 (WC · ACNP). URL consultato il 6 maggio 2019 (archiviato dall'url originale il 6 maggio 2019).
81. ↑  (EN) Adrian Room, Weekley, Ernest (1865–1954), linguist and writer, su oxforddnb.com, 23 settembre 2004. URL consultato il 6 maggio 2019.
82. ↑  (EN) Educational times and journal of the College of Preceptors, su archive.org. URL consultato il 6 maggio 2019.
83. ↑  (EN) Chemical News, 15 settembre 1911.
84. ↑  (EN) The Times, 13 gennaio 1941.
85. ↑  (EN) The Times, 22 luglio 1985.
86. ↑  (EN) UCL BLOOMSBURY PROJECT, su ucl.ac.uk. URL consultato il 6 maggio 2019.
87. 1 2  Experiment in Autobiography, capitolo 6 - The University Correspondence College (1890-1893) p. 277.
88. ↑  Experiment in Autobiography, capitolo 6 - The University Correspondence College (1890-1893) p. 278.
89. ↑   H.G. Wells, 1887, in La Fanta-scienza di H.G. Wells, Edizioni Mondadori, 20 novembre 2018, ISBN 978-88-520-9112-4. URL consultato il 17 maggio 2019.
90. 1 2  (EN) H.G. Wells - A Bibliography, su freeread.com.au. URL consultato il 26 febbraio 2013.
91. ↑  (EN) Herbert George Wells, 1866-1946 - Work, su ebooks.adelaide.edu.au. URL consultato il 26 febbraio 2013 (archiviato dall'url originale il 5 aprile 2013).
92. ↑   H. G. Wells, Sezione 3, in La guerra dei mondi, Minimum Fax, 3 novembre 2016. URL consultato il 15 maggio 2019.
93. ↑  (EN) J. Hammond, Overview, in H.G. Wells and the Short Story, Springer, 15 settembre 1992, ISBN 978-0-230-37667-0. URL consultato il 15 maggio 2019.
94. ↑  (EN) Dennis Abram, sezione 8, in H. G. Wells, Infobase Learning, 2013. URL consultato il 17 maggio 2019.
95. ↑  (EN) James Gunn, The Science of Science Fiction Writing, Scarecrow Press, 31 ottobre 2000,  p. 256, ISBN 978-1-57886-011-1.
96. 1 2 3 4 5  (EN) James Gunn, Centre for the study of science fiction-The man who invented tomorrow, su sfcenter.ku.edu. URL consultato il 2 luglio 2012 (archiviato il 5 agosto 2012).
97. ↑  (EN) J. R. Hammond, Wellss Literary Reputation, in An H. G. Wells Companion: A guide to the novels, romances and short stories, Springer, 17 giugno 1979,  p. 50. URL consultato il 13 maggio 2019.
98. ↑  Experiment in Autobiography, capitolo 6 - Second Attack on London (1888) p. 256.
99. ↑  (EN) Imperial Debating - History since 1886, su union.ic.ac.uk. URL consultato il 13 maggio 2019.
100. ↑   H.G. Wells, Avventure di fantascienza - Il bacillo rubato, a cura di Renato Prinzhofer, 4ª ed., Milano, Mursia, 2011  [1966],  p. 619.
101. ↑  (EN) The Chronic Argonauts by H.G. Wells, su sciencefiction-quality.com. URL consultato il 28 febbraio 2013 (archiviato dall'url originale l'11 marzo 2014).
102. ↑   Maria Teresa Franza, Gli Argonauti del Tempo (PDF), Roma, Aracne Editrice, maggio 2001, ISBN 978-88-548-4125-3. URL consultato il 28 febbraio 2013 (archiviato dall'url originale l'11 marzo 2014).
103. ↑  (EN) Isfdb - Bibliography: The Devotee of Art, su isfdb.org. URL consultato il 27 febbraio 2012.
104. ↑  (EN) Keith Williams, H.G. Wells: Modernity and the Movies, su books.google.it. URL consultato il 27 febbraio 2013.
105. ↑  (EN) Liam Gearon, Notes, in English Literature, Theology and the Curriculum - Theology in Dialogue, Bloomsbury Publishing, 1999, ISBN 978-1-4411-4544-4.
106. ↑  (EN) Deviance, disorder and the self - Biographical Essay - H. G. Wells and the uses of Degeneration in Literature, su bbk.ac.uk. URL consultato l'8 maggio 2019.
107. ↑  (EN) Jerome Meckier, Notes to page 105-116, in Innocent Abroad: Charles Dickens's American Engagements, University Press of Kentucky, 2015, ISBN 978-0-8131-6392-5. URL consultato l'8 aprile 2019.
108. ↑  (EN) Greg Buzwell, Gothic fiction in the Victorian fin de siècle: mutating bodies and disturbed minds, su bl.uk, 15 maggio 2014. URL consultato l'8 maggio 2019 (archiviato dall'url originale il 2 maggio 2023).
109. ↑  (EN) Arthur Herman, The Idea of Decline in Western History, New York, London, The Free Press, 1997, ISBN 9781416576334.
110. ↑  (EN) Robert Knox, The Races of Men: A Fragment, Londra, Renshaw, 1850.
111. ↑  (EN) Daniel Pick, Faces of Degeneration: A European Disorder, c.1848 - c.1918, Cambridge University Press, 1989.
112. ↑  (EN) Ian Dowbiggi, Degeneration and hereditarianism in French mental medicine 1840-1890: psychiatric theory as ideological adaptation, in The Anatomy of Madness, 1 People and Ideas, Londra & New York, Tavistock Publications, 1990,  pp. 188-232.
113. ↑  (EN) Janet Oppenheim, 8 - Nervous Degeneration, in Shattered Nerves: Doctors, Patients and Depression in Victorian England, New York, Oxford, 1999,  pp. 265-292.
114. 1 2  Experiment in Autobiography, capitolo 6 - Collapse into Literary Journalism (1893-94) p. 290.
115. ↑   The Online Books Page Text-book of biology. With an introduction by G. B. Howes, su onlinebooks.library.upenn.edu. URL consultato il 6 gennaio 2015 (archiviato dall'url originale il 22 ottobre 2014).
116. ↑  (EN) Beard, J., Professor George Bond Howes, F.R.S., in J Anat Physiol, 93(Pt 3), aprile 1905,  pp. 364-367, PMID 1287426.
117. ↑  Introduzione Howes in Text-book of biology, p. I.
118. ↑  (EN) Christine Berberich, The scientific romance and Scientifiction: A Genre Forms, in The Bloomsbury Introduction to Popular Fiction, London, Bloomsbury Academic, 18 dicembre 2014,  p. 96, ISBN 978-1-4411-7201-3. URL consultato il 25 febbraio 2015.
119. ↑   Carla Aira, Breve storia della fantascienza (PDF), su ripassiamo.iltrovalibri.eu. URL consultato il 25 febbraio 2015 (archiviato dall'url originale il 26 febbraio 2015).
«Sul Pall Mall Budget appaiono racconti come Il Bacillo rubato o L'isola Aepyornis e portano la firma di Herbert George Wells (1866-1946). L'autore inglese in un primo momento scrive storie sull'impatto che le nuove invenzioni hanno sull'uomo. Pubblica, per esempio, La macchina del tempo (1895) che appare a puntate su The New Review ed è un grande successo di critica. Nel 1897 Wells scrive L'Uomo Invisibile, L'isola del dottor Moreau, La guerra dei mondi; Tutti a bordo per Ararat; Il paese dei ciechi e L'uomo che potrebbe fare miracoli.I temi principali di Wells sono la preoccupante lotta contro la logica del profitto e le paure interiori dell'uomo. Le sue storie sono basate su immagini realistiche del tempo presente in modo che gli eventi che seguono possono essere facilmente accettate poi si introduce un elemento che riguarda la scienza e mette in evidenza i difetti della società in cui vive.»
120. ↑   Fabio Giovannini e Marco Minicangeli, Storia del romanzo di Fantascienza, guida per conoscere (e amare) l'altra letteratura, 1ª ed., Castelvecchi, 1998,  p. 251, ISBN 978-88-8210-062-9. URL consultato il 21 luglio 2013.
121. 1 2   Paolo Morini, Oculus Enoch-Notiziario dell'Associazione Ravennate Astrofili Rheyta-Numero 31, settembre-ottobre 2011 (PDF), su arar.it. URL consultato il 14 febbraio 2013.
122. 1 2 3  (EN) Vincent Brome, success comes swiftly, in Hg Wells, Publisher: House of Stratus, 1º gennaio 2001,  p. 67, ISBN 978-1-84232-031-0. URL consultato il 1º marzo 2015.
123. ↑  (EN) Josep O.Baylen, W. T. Stead and the Early Career of H. G. Wells, 1895-1911, in Huntington Library Quarterly, vol. 38, University of California Press, novembre 1974,  pp. 53-79. URL consultato il 2 luglio 2012.
124. ↑   Oreste Del Buono, L'uomo invisibile e altri racconti - Prefazione, su it.scribd.com. URL consultato il 30 gennaio 2013 (archiviato dall'url originale il 13 aprile 2014).
125. ↑  In occasione del 143º anniversario della nascita di Wells, Google propone un indovinello su Google Maps come soluzione, ma il significato del 143simo compleanno, e il 143 Maybury Road non venne spiegato (EN) Jack Schofield, HG Wells - Google reveals answer to teaser doodles (H. G. Wells - Google rivela la risposta all'indovinello su doodles), su The Guardian, 21 settembre 2009. URL consultato il 25 febbraio 2013.
126. 1 2 3  (EN) H. G. Wells Societies, su hgwellsusa.50megs.com. URL consultato il 25 febbraio 2013.
127. ↑  (ES) Wells, H. G. Biografia, libros, citas y guia de cine, su alohacriticon.com. URL consultato il 25 febbraio 2013.
128. ↑  (EN) H. G. Wells, su famousauthors.org. URL consultato il 25 febbraio 2013.
129. ↑  (EN) H.G. Wells in Love: Postscript to an Experiment in Autobiography, Boston, Little Brown & Co., 1984, ISBN 978-0-571-24718-9.
130. ↑  (EN) G.E. Fogg, Biographical Memoirs of Fellows of the Royal Society, vol. 32, The Royal Society, dicembre 1986,  p. 671. URL consultato il 25 febbraio 2013.
131. ↑  (EN) David Langford, The History of Mr Wells, su ansible.co.uk. URL consultato il 25 febbraio 2013.
132. ↑  (EN) Andrea Lynn, Shadow Lovers: The Last Affairs of H. G. Wells, Westview, Boulder & CO., 2001,  pp. 530 (pp. 10; 47), ISBN 978-0-8133-3394-6.
133. ↑  (EN) Oxford Dictionary of National Biography, online edition (UK library card required): Arnim, Mary Annette [May] von(da wikipedia en), su oxforddnb.com. URL consultato il 5 marzo 2014.
134. ↑  (EN) Margaret Drabble, A room of her own, su guardian.co.uk, The Guardian, 1º aprile 2005. URL consultato il 25 febbraio 2013.
135. 1 2 3 4  (EN) H(erbert) G(eorge) Wells (1866-1946), su kirjasto.sci.fi. URL consultato il 25 febbraio 2013 (archiviato dall'url originale il 21 febbraio 2015).
136. ↑  Intervista originale di Don Swaim a Anthony West del 1984 presso gli studi CBS radio a New york(EN) Don Swaim, Anthony West, Audio Interview with Anthony West, su wiredforbooks.org. URL consultato il 26 febbraio 2013 (archiviato dall'url originale il 3 novembre 2013).
137. ↑  (EN) 1921 Nobel Prize Nominations, su nobelprize.org. URL consultato il 26 marzo 2017.
138. ↑  (EN) 1932 Nobel Prize Nominations, su nobelprize.org. URL consultato il 26 marzo 2017.
139. ↑  (EN) 1935 Nobel Prize Nominations, su nobelprize.org. URL consultato il 26 marzo 2017.
140. ↑  (EN) 1946 Nobel Prize Nominations, su nobelprize.org. URL consultato il 26 marzo 2017.
141. ↑  (EN) Science Fiction Awards Database, su sfadb.com. URL consultato il 31 marzo 2017.
142. ↑  Schick, pp. 414-416.
143. ↑  (EN) v, su gama.org, Game Association Manufacturers. URL consultato il 10 settembre 2014 (archiviato dall'url originale il 24 settembre 2014).
144. ↑  Schick, p. 414.
145. ↑  (EN) James Gunn, The Science of Science Fiction Writing, Scarecrow Press, 31 ottobre 2000,  p. 256, ISBN 978-1-57886-011-1.
146. ↑  (EN) Robert M. Philmus, David Y. Hughes, H.G. Wells: Early Writings in Science and Science Fiction, Berkeley, Los Angeles, and London: University of California Press, 1975, ISBN 978-0-520-02679-7.
147. ↑   Wells, Herbert George, su sapere.it, DeAgostini, 2012. URL consultato il 9 febbraio 2015.
«Profondo conoscitore di fisica e biologia e sinceramente preoccupato dei possibili esiti dell'evoluzione – o della regressione – dei destini umani, Wells imperniò su tali interessi la parte più originale della sua attività di narratore, elevando a piena dignità letteraria il genere del romanzo fantascientifico di E. Bellamy e J. Verne e preparando la strada alle utopie, e alle antiutopie, di E. Zamjatin, A. Huxley e G. Orwell.»
148. 1 2   Gianni Montanari, Ieri, il futuro. Origini e sviluppo della Fantascienza inglese, Milano, Editrice Nord, 1977.
149. 1 2   Carlo Pagetti, Da Wells a Clarke:modelli ideologici e formule narrative (1895-1961), su intercom.publinet.it. URL consultato il 23 gennaio 2013 (archiviato dall'url originale il 4 gennaio 2013).
150. ↑  (EN) David Y. Hughes e Robert M. Philmus, Science Fiction Studies - The Early Science Journalism of H.G. Wells: A Chronological Survey, su depauw.edu, 1, Part 2, #2, 1973. URL consultato il 20 maggio 2019.
151. ↑  (EN) Keith Williams, Steven McLean. The Early Fiction of H.G. Wells: Fantasies of Science, su journals.openedition.org, 2011. URL consultato il 20 maggio 2019.
152. ↑  (EN) Bernard Bergonzi, The Visions of H.G. Wells - H. G. Wells: Journalism and Prophecy 1893-1946 compiled and edited by W. Warren Wagar Houghton Mifflin, 447 pp., su nybooks.com, 5 novembre 1968. URL consultato il 20 maggio 2019.
153. ↑  H. G. Wells Early Writings in Science and Science Fiction, Introduction - Outline pp. 1-2.
154. ↑  H. G. Wells Early Writings in Science and Science Fiction, Introduction - Outline pp. 3-4.
155. ↑   Saverio Forestiero, Evoluzione biologica: quadro generale - Enciclopedia della Scienza e della Tecnica (2007), su treccani.it. URL consultato il 19 maggio 2019.
156. ↑  (EN) Charles A. Bleckmann, 2, in Evolution and Creationism in Science: 1880–2000, vol. 56, BioScience, febbraio 2006,  pp. 151-158. URL consultato il 20 maggio 2019.
157. 1 2  H. G. Wells Early Writings in Science and Science Fiction, Introduction - Outline p.5.
158. 1 2  H. G. Wells Early Writings in Science and Science Fiction, Introduction - Outline p.6.
159. ↑  (EN) The Time Machine in Print, su colemanzone.com. URL consultato il 17 marzo 2017.
«H. G. Wells began work on what would eventually evolve into The Time Machine nearly eight years before its publication as a novel. The original story was serialised in three parts in The Science Schools Journal (which Wells founded and edited) in 1888 as The Chronic Argonauts. After two further drafts, now lost, it was published as a series of loosely connected articles as The Time Travellers Story in The National Observer then edited by William Ernest Henley. Seven installments were published beginning in March 1894 and the final installment in June. The magazine never published the conclusion, owing to Henley accepting a position as editor of The New Review. Henley arranged to have the story published again under the title The Time Machine in five installments in the New Review from January to May of 1895. H.G. Wells was paid £100 for the story by Henley.»
160. 1 2 3 4 5  H. G. Wells Early Writings in Science and Science Fiction, Prefazione pp. IX-X.
161. 1 2   Giuseppe Montalenti, WEISMANN, August, su treccani.it. URL consultato il 18 maggio 2019.
162. ↑  (EN) Ducan Bell, 4, in Founding the World State: H. G. Wells on Empire and the English-Speaking Peoples, vol. 62, International Studies Quarterly, 1º dicembre 2018,  pp. 867-879, ISSN 0020-8833 (WC · ACNP). URL consultato il 6 maggio 2019.
163. ↑  Anticipations, Capitolo 3 - Developing Social Elements p. 100-101.
164. ↑  Anticipations, Capitolo 3 - Developing Social Elements p. 107.
165. 1 2 3  Experiment in Autobiography, capitolo 6 - The University Correspondence College (1890-1893) p. 279.
166. 1 2  Experiment in Autobiography, capitolo 6 - Sarah Wells at Atlas House (1855-1880) p. 45.
167. 1 2 3  Experiment in Autobiography, capitolo 6 - Sarah Wells at Atlas House (1855-1880) p. 46.
168. ↑  Experiment in Autobiography, capitolo 6 - Sarah Wells at Atlas House (1855-1880) p. 47.
169. ↑  Experiment in Autobiography, capitolo 2-3 - p. 26-39.
170. 1 2  Experiment in Autobiography, capitolo 2 - Up Park and Joseph Wells (1827-1910) p. 39.
171. ↑  Figlia di John (*1795 †1857) e Charlotte Foot (*1807 †?).
172. ↑  Figlio di Martin Johnson (*1783 †1830) e Charlotte Colby (*1781 †1813).
173. ↑  Figlia di George (*1797 †1853) e Sarah Benham (*1796 †1853).
174. ↑  Eva (*1853 †?), Ernest (*1855 †?), Martin (*†1856), Herbert (*1860 †?), Mary (*1861 †?), Eustance (*1862 †1897), Benjamin (*1864 †?), Pascal (*1866 †?).
175. ↑  (EN) USGS - Gazetteer of Planetary Nomenclature - 2305, su planetarynames.wr.usgs.gov. URL consultato il 26 marzo 2017.
176. ↑  (EN) USGS - Gazetteer of Planetary Nomenclature - 9627, su planetarynames.wr.usgs.gov. URL consultato il 26 marzo 2017.
177. ↑  Phillip D. Collins - Perpetual War For Perpetual Evolution - Part 3
178. ↑  In The World Set Free (1914) compare, per la prima volta, il termine "bomba atomica" Atti del VI Convegno nazionale sulla comunicazione della scienza: con una... - Google Libri
179. 1 2   La guerra dei mondi alla radio, ecco come 82 anni fa Orson Welles spaventò gli Usa, su tg24.sky.it, 30 ottobre 2020. URL consultato il 25 maggio 2022.
180. ↑   Fake news d'epoca: "La guerra dei mondi" di Orson Welles e il mito del panico di massa, su wired.it, 1º settembre 2017. URL consultato il 25 maggio 2022.
181. ↑   Jefferson Pooley e Michael Socolow, The Myth of the War of the Worlds Panic, 28 ottobre 2013.
182. ↑   Fake news d'epoca: "La guerra dei mondi" di Orson Welles e il mito del panico di massa, su www.wired.it, 1º settembre 2017. URL consultato il 25 maggio 2022.
183. ↑  (EN) Comicvine-gamespot - Dylan Dog #5 - Gli uccisori released by Sergio Bonelli Editore on February 1, 1987, su comicvine.gamespot.com. URL consultato il 26 aprile 2020.
184. ↑  (EN) Comicvine-gamespot - H.G. Wells - CHARACTER » H.G. Wells appears in 22 issues., su comicvine.gamespot.com. URL consultato il 26 aprile 2020.
«Lord H.G. Wells is a scientist and a very rich man who lives in London and is a friend of Dylan Dog. He's just an homonym of the famous english writer, while his appeareance is modeled after actor David Niven»
185. ↑   CHI È DYLAN DOGGROUCHO E GLI ALTRIIl folle assistente Groucho, l'ispettore Bloch, lo stravagante lord Wells, il randagio Botolo..., su sergiobonelli.it, Sergio Bonelli, 19 aprile 2013. URL consultato il 26 aprile 2020.
«Lord H.G. Wells. Ricchissimo e stravagante, ha conoscenze e interessi in tutti i campi, dall'informatica alla magia, dalla filosofia alla cibernetica. Con le sue invenzioni e le sue teorie ai limiti (e molte volte oltre i limiti) della fantascienza, ha contribuito a risolvere numerosi casi.»